# 1950
| [ Edytuj tabelę ]                                                | |
| Prezydent Polski                                                 | - 1947 Bolesław Bierut 1952 |
| Premier Polski                                                   | - 1947 Józef Cyrankiewicz 1952 |
| Prezydent Polski na uchodźstwie                                  | - 1947 August Zaleski 1972 |
| Premier rządu RP na uchodźstwie                                  | - 1949 Tadeusz Tomaszewski 1950 - 1950 Roman Odzierzyński 1953                                                                                            |
| Król Afganistanu                                                 | - 1933 Mohammad Zaher Szah 1973 |
| Premier Afganistanu                                              | - 1946 Szah Mahmud Chan 1953 |
| Przywódca Albanii                                                | - 1944 Enver Hoxha 1985 |
| Premier Albanii                                                  | - 1944 Enver Hoxha 1954 |
| Współksiążęta Andory                                             | - 1943 Ramón Iglesias i Navarri 1969 - 1946 Vincent Auriol 1954                                                                                           |
| Król Arabii Saudyjskiej                                          | - 1932 Abd al-Aziz ibn Su’ud 1953 |
| Prezydent Argentyny                                              | - 1946 płk. Juan Perón 1955 |
| Premier Australii                                                | - 1949 Robert Menzies 1966 |
| Prezydent Austrii                                                | - 1945 Karl Renner 1950 - 1950 Leopold Figl (p.o) 1951 |
| Kanclerz Austrii                                                 | - 1945 Leopold Figl 1953 |
| Prezydent Birmy                                                  | - 1948 Sao Shwe Thaik 1952 |
| Premier Birmy                                                    | - 1948 U Nu 1956 |
| Król Belgów                                                      | - 1934 Leopold III 1951 |
| Premier Belgii                                                   | - 1949 Gaston Eyskens 1950 - 1950 Jean Duvieusart 1950 - 1950 Joseph Pholien 1952                                                                         |
| Król Bhutanu                                                     | - 1926 Jigme Wangchuck 1952 |
| Prezydent Boliwii                                                | - 1949 Mamerto Urriolagoitia 1951 |
| Prezydent Brazylii                                               | - 1946 Eurico Gaspar Dutra 1951 |
| Sułtan Brunei                                                    | - 1924 Ahmad Tajuddin 1950 - 1950 Omar Ali Saifuddien III 1967                                                                                            |
| Przywódca Bułgarii                                               | - 1949 Wyłko Czerwenkow 1954 |
| Premier Bułgarii                                                 | - 1949 Wasił Kołarow 1950 - 1950 Wyłko Czerwenkow 1956 |
| Prezydent Chile                                                  | - 1946 Gabriel González Videla 1952 |
| Przewodniczący ChRL                                              | - 1949 Mao Zedong 1959 |
| Premier Chin                                                     | - 1949 Zhou Enlai 1976 |
| Prezydent Czechosłowacji                                         | - 1948 Klement Gottwald 1953 |
| Premier Czechosłowacji                                           | - 1948 Antonín Zápotocký 1953 |
| Król Danii                                                       | - 1947 Fryderyk IX 1972 |
| Premier Danii                                                    | - 1947 Hans Hedtoft 1950 - 1950 Erik Eriksen 1953 |
| Dalajlama                                                        | - 1940 Tenzin Gjaco |
| Prezydent Dominikany                                             | - 1942 Rafael Trujillo 1952 |
| Władca Egiptu                                                    | - 1936 Faruk I 1952 |
| Premier Egiptu                                                   | - 1949 Husajn Sirri 1950 - 1950 Mustafa an-Nahhas 1952 |
| Prezydent Ekwadoru                                               | - 1948 Galo Plaza Lasso 1952 |
| Cesarz Etiopii                                                   | - 1941 Hajle Syllasje 1974 |
| Premier Etiopii                                                  | - 1942 Mekonnyn Yndalkaczeu 1957 |
| Prezydent Filipin                                                | - 1948 Elpidio Quirino 1953 |
| Prezydent Finlandii                                              | - 1946 Juho Paasikivi 1956 |
| Premier Finlandii                                                | - 1948 Karl-August Fagerholm 1950 - 1950 Urho Kekkonen 1953                                                                                               |
| Prezydent Francji                                                | - 1947 Vincent Auriol 1954 |
| Premier Francji                                                  | - 1949 Georges Bidault 1950 - 1950 Henri Queuille 1950 - 1950 René Pleven 1951                                                                            |
| Król Grecji                                                      | - 1947 Paweł I 1964 |
| Premier Grecji                                                   | - 1949 Aleksandros Diomidis 1950 - 1950 Joanis Teotokis 1950 - 1950 Sofoklis Wenizelos 1950 - 1950 Nikolaos Plastiras 1950 - 1950 Sofoklis Wenizelos 1951 |
| Prezydent Gwatemali                                              | - 1945 Juan José Arévalo Bermejo 1951 |
| Prezydent Haiti                                                  | - 1946 Dumarsais Estimé 1950 - 1950 Franc Lavaud 1950 - 1950 Paul Magloire 1956                                                                           |
| Regent Hiszpanii                                                 | - 1947 Francisco Franco 1975 |
| Premier Hiszpanii                                                | - 1939 Francisco Franco 1973 |
| Król Holandii                                                    | - 1948 Juliana 1980 |
| Premier Holandii                                                 | - 1948 Willem Drees 1958 |
| Prezydent Hondurasu                                              | - 1949 Juan Manuel Gálvez Durón 1954 |
| Szach Iranu                                                      | - 1941 Mohammad Reza Pahlawi 1979 |
| Premier Iranu                                                    | - 1948 Mohammad Sa'ed 1950 - 1950 Ali Mansur 1950 - 1950 Hadż Ali Razmara 1951                                                                            |
| Prezydent Indii                                                  | - 1950 Rajendra Prasad 1962 |
| Premier Indii                                                    | - 1947 Jawaharlal Nehru 1964 |
| Władca Indii                                                     | - 1936 Jerzy VI 1950 |
| Prezydent Indonezji                                              | - 1945 Sukarno 1967 |
| Prezydent Irlandii                                               | - 1945 Seán O’Kelly 1959 |
| Premier Irlandii                                                 | - 1948 John A. Costello 1951 |
| Prezydent Islandii                                               | - 1944 Sveinn Björnsson 1952 |
| Premier Islandii                                                 | - 1949 Ólafur Thors 1950 - 1950 Steingrímur Steinþórsson 1953                                                                                             |
| Prezydent Izraela                                                | - 1948 Chaim Weizman 1952 |
| Premier Izraela                                                  | - 1948 Dawid Ben Gurion 1954 |
| Cesarz Japonii                                                   | - 1926 Hirohito 1989 |
| Premier Japonii                                                  | - 1948 Shigeru Yoshida 1954 |
| Król Jordanii                                                    | - 1949 Abd Allah I 1951 |
| Premier Jordanii                                                 | - 1947 Taufik Abu al-Huda 1950 - 1950 Sa’id al-Mufti 1950 - 1950 Samir ar-Rifa’i 1951                                                                     |
| Prezydent Jugosławii                                             | - 1945 Ivan Ribar 1953 |
| Premier Jugosławii                                               | - 1945 Josip Broz Tito 1963 |
| Premier Kanady                                                   | - 1948 Louis St. Laurent 1957 |
| Prezydent Kolumbii                                               | - 1946 Luis Mariano Ospina Pérez 1950 - 1950 Laureano Eleuterio Gómez Castro 1951                                                                         |
| Patriarcha Konstantynopola                                       | - 1948 Atenagoras I 1972 |
| Prezydent Korei Południowej                                      | - 1948 Rhee Syng-man 1960 |
| Premier Korei Południowej                                        | - 1948 Yi Pom-sok 1950 - 1950 Shin Song-mo (p.o.) 1950 - 1950 Chang Myon 1952                                                                             |
| Premier KRLD                                                     | - 1948 Kim Il Sŏng 1972 |
| Prezydent Kostaryki                                              | - 1949 Otilio Ulate Blanco 1953 |
| Prezydent Kuby                                                   | - 1948 Carlos Prío Socarrás 1952 |
| Premier Kuby                                                     | - 1948 Manuel Antonio de Varona 1950 - 1950 Félix Lancís Sánchez 1951                                                                                     |
| Król Laosu                                                       | - 1946 Sisavang Vong 1959 |
| Prezydent Libanu                                                 | - 1943 Biszara al-Churi 1952 |
| Premier Libanu                                                   | - 1946 Rijad as-Sulh 1951 |
| Prezydent Liberii                                                | - 1944 William Tubman 1971 |
| Książę Liechtensteinu                                            | - 1938 Franciszek Józef II 1989 |
| Premier Liechtensteinu                                           | - 1945 Alexander Frick 1962 |
| Premier Litwyna emigracji                                        | - 1940 Stasys Lozoraitis 1983 |
| Wielki książę Luksemburga                                        | - 1919 Szarlotta 1964 |
| Premier Luksemburga                                              | - 1937 Pierre Dupong 1953 |
| Premier Malty                                                    | - 1947 Paul Boffa 1950 - 1950 Enrico Mizzi 1950 - 1950 George Borg Olivier 1955                                                                           |
| Sułtan Maroka                                                    | - 1927 Muhammad V 1953 |
| Prezydent Meksyku                                                | - 1946 Miguel Alemán Valdés 1952 |
| Książę Monako                                                    | - 1949 Rainier III 2005 |
| Minister stanu Monako                                            | - 1949 Jacques Rueff 1950 - 1950 Pierre Voizard 1953 |
| Przewodniczący Prezydium Małego Churału Państwowego Mongolii     | - 1940 Gonczigijn Bumcend 1951 |
| Premier Mongolii                                                 | - 1939 Chorlogijn Czojbalsan 1952 |
| Król Nepalu                                                      | - 1911 Tribhuvan 1950 - 1950 Gyanendra 1951 |
| Premier Nepalu                                                   | - 1948 Mohan Shumsher Jang Bahadur Rana 1951 |
| Prezydent Niemiec                                                | - 1949 Theodor Heuss 1959 |
| Kanclerz Niemiec                                                 | - 1949 Konrad Adenauer 1963 |
| Prezydent Nikaragui                                              | - 1947 Víctor Manuel Román y Reyes 1950 - 1950 Anastasio Somoza García 1956                                                                               |
| Król Norwegii                                                    | - 1905 Haakon VII 1957 |
| Premier Norwegii                                                 | - 1945 Einar Gerhardsen 1951 |
| Premier Nowej Zelandii                                           | - 1949 Sidney Holland 1957 |
| Prezydent NRD                                                    | - 1949 Wilhelm Pieck 1960 |
| Premier NRD                                                      | - 1949 Otto Grotewohl 1964 |
| Sułtan Omanu                                                     | - 1932 Sa’id ibn Tajmur 1970 |
| Sekretarz generalny ONZ                                          | - 1946 Trygve Lie (Norwegia) 1952 |
| Król Pakistanu (tytularny)                                       | - 1947 Jerzy VI Windsor 1952 |
| Premier Pakistanu                                                | - 1947 Liaquat Ali Khan 1951 |
| Prezydent Panamy                                                 | - 1949 Arnulfo Arias Madrid 1951 |
| Papież                                                           | - 1939 Pius XII 1958 |
| Prezydent Paragwaju                                              | - 1949 Federico Chaves 1954 |
| Prezydent Peru                                                   | - 1948 Manuel A. Odría 1956 |
| Premier Południowej Afryki                                       | - 1948 Daniel Malan 1954 |
| Prezydent Portugalii                                             | - 1926 António Óscar de Fragoso Carmona 1951 |
| Premier Portugalii                                               | - 1932 António de Oliveira Salazar 1968 |
| Sekretarz generalny Rady Europy                                  | - 1949 Jacques Camille Paris (Francja) 1953 |
| Prezydent Rumunii                                                | - 1948 Constantin Parhon 1952 |
| Premier Rumunii                                                  | - 1945 Petru Groza 1952 |
| Prezydent Salwadoru                                              | - 1948 Rewolucyjna Rada Rządząca 1950 - 1950 Óscar Osorio 1956                                                                                            |
| Kapitanowie regenci San Marino                                   | - 1949 Vincenzo Pedini Agostino Biordi 1950 - 1950 Giuseppe Forcellini Primo Taddei 1950 - 1950 Marino Della Balda Luigi Montironi 1951                   |
| Sekretarz Stanu do spraw Politycznych i Zagranicznych San Marino | - 1945 Gino Giacomini 1957 |
| Premier Sri Lanki                                                | - 1948 Don Stephen Senanayake 1952 |
| Prezydent Syrii                                                  | - 1949 Haszim al-Atasi 1951 |
| Premier Syrii                                                    | - 1949 Chalid al-Azm 1950 - 1950 Nazim al-Kudsi 1951 |
| Prezydent Szwajcarii                                             | - 1950 Max Petitpierre 1950 |
| Król Szwecji                                                     | - 1907 Gustaw V 1950 - 1950 Gustaw VI Adolf 1973 |
| Premier Szwecji                                                  | - 1946 Tage Erlander 1969 |
| Król Tajlandii                                                   | - 1946 Bhumibol Adulyadej 2016 |
| Premier Tajlandii                                                | - 1948 Plaek Pibulsongkram 1957 |
| Prezydent Tajwanu                                                | - 1949 Li Zongren 1950 - 1950 Czang Kaj-szek 1975 |
| Król Tonga                                                       | - 1918 Salote Tupou III 1965 |
| Premier Tonga                                                    | - 1949 Taufaʻahau Tupou IV 1965 |
| Prezydent Turcji                                                 | - 1938 İsmet İnönü 1950 - 1950 Celâl Bayar 1960 |
| Premier Turcji                                                   | - 1949 Şemsettin Günaltay 1950 - 1950 Adnan Menderes 1960                                                                                                 |
| Prezydent Urugwaju                                               | - 1947 Luis Batlle Berres 1951 |
| Prezydent USA                                                    | - 1945 Harry Truman 1953 |
| Prezydent Wenezueli                                              | - 1948 Carlos Delgado Chalbaud 1950 - 1950 Germán Suárez Flamerich 1952                                                                                   |
| Prezydent Węgier                                                 | - 1948 Árpád Szakasits 1950 - 1950 Sándor Rónai 1952 |
| Premier Węgier                                                   | - 1948 István Dobi 1952 |
| Monarcha Wielkiej Brytanii                                       | - 1936 Jerzy VI 1952 |
| Premier Wielkiej Brytanii                                        | - 1945 Clement Richard Attlee 1951 |
| Prezydent Wietnamu Północnego                                    | - 1945 Hồ Chí Minh 1969 |
| Premier Wietnamu Północnego                                      | - 1945 Hồ Chí Minh 1955 |
| Premier Wietnamu Południowego                                    | - 1949 Bảo Đại 1950 - 1950 Nguyễn Phan Long 1950 - 1950 Trần Văn Hữu 1952                                                                                 |
| Prezydent Włoch                                                  | - 1948 Luigi Einaudi 1955 |
| Premier Włoch                                                    | - 1945 Alcide De Gasperi 1953 |
| Przywódca ZSRR                                                   | - 1924 Józef Stalin 1953 |
| Premier ZSRR                                                     | - 1941 Józef Stalin 1953 |

Rok 1950 / MCML
stulecia: XIX wiek ~
XX wiek ~
XXI wiek

dziesięciolecia:
1920–1929 •
1930–1939 •
1940–1949 •
1950–1959
• 1960–1969
• 1970–1979
• 1980–1989

lata: 1940 «
1945 «
1946 «
1947 «
1948 «
1949 «
1950
» 1951
» 1952
» 1953
» 1954
» 1955
» 1960

## Wydarzenia w Polsce
- 1 stycznia:
  - powstały uczelnie medyczne w Lublinie, Łodzi, Poznaniu, Warszawie i Wrocławiu.
  - Brwinów, Koziegłowy i Myszków uzyskały prawa miejskie.
- 3 stycznia – Wyższa Szkoła Filmowa została przekształcona w Państwową Wyższą Szkołę Filmową, która otrzymała prawa akademickie (obecnie Państwowa Wyższa Szkoła Filmowa, Telewizyjna i Teatralna im. Leona Schillera w Łodzi).
- 12 stycznia – zanotowano rekordowo niską temperaturę w historii Białegostoku (–38,4 °C).
- 13 stycznia – powstała wieczorowa Szkoła Inżynierska Naczelnej Organizacji Technicznej w Radomiu.
- 23 stycznia – powstało Zrzeszenie Katolików Caritas podporządkowane państwu w miejsce organizacji kościelnej o tej samej nazwie.
- 25 stycznia – podpisano umowę licencyjną z ZSRR na produkcję samochodu GAZ M-20 Pobieda (FSO Warszawa).
- 28 stycznia – na Krakowskim Przedmieściu w Warszawie odsłonięto zrekonstruowany pomnik Adama Mickiewicza.
- 3 lutego – powstała Akademia Medyczna w Białymstoku.
- 14 lutego – ogłoszono wyroki w sprawie oskarżonych o szpiegostwo obywateli polskich i francuskich (sprawa Robineau).
- 2 marca – w Ministerstwie Bezpieczeństwa Publicznego utworzono Biuro Specjalne, którego zadaniem było śledzenie i prowadzenie dochodzeń w sprawie wysokich działaczy partyjnych i ich przyjaciół.
- 7 marca – została uchwalona ustawa wprowadzająca nakaz pracy.
- 15 marca – Polska wystąpiła z Międzynarodowego Funduszu Walutowego.
- 20 marca:
  - zniesiono samorząd terytorialny, tworząc w jego miejsce rady narodowe.
  - ustawa o konfiskacie dóbr martwej ręki.
  - utworzono Fundusz Kościelny.
- 21 marca – założono klub piłkarski Hutnik Kraków.
- 1 kwietnia – utworzono Świętokrzyski Park Narodowy.
- 2 kwietnia – zbiorowe zabójstwo księdza i czterech jego współpracowników w Poczesnej.
- 4 kwietnia – wzniósł się w powietrze BŻ-1 GIL, pierwszy eksperymentalny polski śmigłowiec.
- 7 kwietnia – najlepszy polski as myśliwski z czasów wojny, Stanisław Skalski, został skazany na karę śmierci w tzw. procesie kiblowym.
- 14 kwietnia – prymas Stefan Wyszyński podpisał w imieniu Episkopatu Polski porozumienie z władzami komunistycznymi. Kościół polski w zamian za zagwarantowanie nauczania religii w szkołach i funkcjonowanie Katolickiego Uniwersytetu Lubelskiego uznał granice Ziem Odzyskanych i potępił „bandy podziemia”.
- 16 kwietnia – rozpoczęto akcję zbierania podpisów pod apelem sztokholmskim, wzywającym do wprowadzenia zakazu broni atomowej.
- 19 kwietnia – powołano Urząd do Spraw Wyznań.
- 20 kwietnia – utworzono Światową Radę Pokoju.
- 26 kwietnia:
  - dzień 1 maja ogłoszono świętem państwowym.
  - początek budowy kombinatu metalurgicznego Huty im. Lenina – w kulminacyjnym momencie inwestycji pracowało tu 30 tys. osób.
- 1 maja – utworzono Świętokrzyski Park Narodowy.
- 4 maja – 29 górników zginęło w wybuchu metanu i pyłu węglowego w KWK „Jankowice” w Rybniku.
- 5 maja – utworzono Towarzystwo Wiedzy Powszechnej.
- 23 maja – Jerzy Albrecht został prezydentem Warszawy.
- 31 maja – powstała Wyższa Szkoła Rolnicza, obecnie Akademia Rolniczo-Techniczna w Olsztynie.
- 1 czerwca – ukazał się komunikat prasowy Ministerstwa Rolnictwa i Reform Rolnych o zrzuceniu przez amerykańskie samoloty u polskiego wybrzeża masowych ilości stonki ziemniaczanej, która po wydostaniu się na brzeg miała się rozplenić po całym kraju.
- 6 czerwca – Marcin Waligóra został prezydentem Krakowa.
- 21 czerwca – ogólnokrajowa akcja masowych aresztowań świadków Jehowy.
- 27 czerwca – Sejm Ustawodawczy uchwalił Kodeks rodzinny, w którym m.in. obniżono wiek pełnoletniości z 21 do 18 lat.
- 28 czerwca:
  - Sejm Ustawodawczy przyjął ustawę o powszechnej elektryfikacji wsi i osiedli.
  - zainaugurowała działalność Opera Bałtycka w Gdańsku.
- 2 lipca – Urząd do Spraw Wyznań odmówił rejestracji Świadków Jehowy w Polsce; od tego czasu aż do roku 1989 byli oni w tym kraju zdelegalizowani.
- 6 lipca:
  - w Zgorzelcu podpisano układ między Polską a NRD, w której uznano granice na Odrze i Nysie Łużyckiej.
  - utworzono województwa: koszalińskie, opolskie i zielonogórskie oraz zmieniono nazwę województwa śląskiego na katowickie a pomorskiego na bydgoskie.
- 9 lipca:
  - rozwiązano Stronnictwo Pracy.
  - Kultura paryska oficjalnie została pozbawiona prawa rozpowszechniania w Polsce.
- 21 lipca – uchwalono ustawę o planie sześcioletnim, przewidującą wzrost dochodu narodowego o 12%.
- 13 sierpnia – sprinter Emil Kiszka ustanowił w Krakowie rekord Polski w biegu na 100 m wynikiem 10,5 s.
- 19 sierpnia – walka między oddziałem Adama Kusza („Adam”, „Garbaty”, „Kłos”) a grupą operacyjną UB-KBW, stoczona w Tułowych Górach (Lasy Janowskie).
- 15 października – ZHP został włączony w struktury Związku Młodzieży Polskiej.
- 23 października – na ulicach Warszawy rozpoczęła kursowanie pierwsza miejska taksówka.
- 28 października – przeprowadzono wymianę pieniędzy. Dla płac i cen zastosowano przelicznik 100:3 natomiast dla oszczędności w gotówce 100:1. Wprowadzono zakaz posiadania złota, platyny i dewiz.
- Listopad – ludność Polski liczyła 25 mln osób.
- 4 listopada – powstał Komitet Intelektualistów i Działaczy Katolickich.
- 6 listopada – Teatr Polski w Warszawie: odbył się pierwszy występ zespołu ludowego „Mazowsze”.
- 10 listopada:
  - powołano Archiwum Państwowe w Białymstoku.
  - w Łodzi został aresztowany przez UB generał August Emil Fieldorf.
- 16–22 listopada – w Warszawie odbył się II Światowy Kongres Obrońców Pokoju.
- 3 grudnia – odbył się spis powszechny.
- 7 grudnia – premiera filmu Miasto nieujarzmione.
- 14 grudnia:
  - Czechowice-Dziedzice (jako Czechowice) otrzymały prawa miejskie.
  - rząd podjął uchwałę o budowie metra w Warszawie.
- 17 grudnia – podczas wspólnego zjazdu Polskiego Towarzystwa Tatrzańskiego (PTT) i Polskiego Towarzystwa Krajoznawczego (PTK) z połączenia obu towarzystw utworzono Polskie Towarzystwo Turystyczno-Krajoznawcze (PTTK).
- Powstał klub Motor Lublin, KS Związkowiec Wrocław (Sparta Wrocław) oraz Hutnik Nowa Huta.

## Wydarzenia na świecie
- 5 stycznia – pod Swierdłowskiem rozbił się samolot z hokeistami klubu WWS Moskwa; zginęło 19 osób.
- 6 stycznia:
  - Joannis Theotokis został premierem Grecji.
  - Wielka Brytania jako pierwsze państwo zachodnioeuropejskie uznała komunistyczny rząd chiński.
- 7 stycznia – 41 osób zginęło w pożarze szpitala psychiatrycznego w Davenport w stanie Iowa.
- 9 stycznia – Izrael uznał Chińską Republikę Ludową.
- 12 stycznia – w ZSRR przywrócono karę śmierci za zdradę, szpiegostwo lub sabotaż (zniesioną w maju 1947).
- 14 stycznia – dokonano oblotu myśliwca MiG-17.
- 17 stycznia – napad na budynek Brink’sa w Bostonie i zrabowanie rekordowego wówczas łupu w historii USA (1 218 211,29 dolarów w gotówce oraz 1 557 183,83 w czekach, przekazach i innych papierach wartościowych).
- 18 stycznia – ChRL i Wietnam nawiązały stosunki dyplomatyczne.
- 19 stycznia – dokonano oblotu kanadyjskiego myśliwca Avro Canada CF-100 Canuck.
- 24 stycznia – ustanowiono hymn Indii.
- 25 stycznia – ustanowiono flagę Korei Południowej.
- 26 stycznia – Indie ogłosiły się republiką. Do tej pory były dominium z brytyjskim monarchą jako głową państwa.
- 29 stycznia – Abd Allah III as-Salim as-Sabah został szejkiem Kuwejtu.
- 31 stycznia – prezydent Harry Truman ogłosił zamiar wyprodukowania amerykańskiej bomby wodorowej.
- 8 lutego – utworzono Ministerstwo Bezpieczeństwa Państwowego NRD.
- 9 lutego – amerykański senator Joseph McCarthy oskarżył 200 pracowników Departamentu Stanu o bycie komunistami.
- 12 lutego – została założona Europejska Unia Nadawców (Eurowizja).
- 14 lutego – w Moskwie podpisano radziecko-chiński traktat sojuszniczy.
- 15 lutego – premiera filmu animowanego Kopciuszek.
- 27 lutego – w trudnych warunkach pogodowych na górze Vysoká hole w paśmie Wysokiego Jesionika rozbił lecący z Ostrawy do Pragi samolot Douglas DC-3 należący do ČSA z 31 osobami na pokładzie (4 członkami załogi i 27 pasażerami), z których 5 zginęło na miejscu. Dzięki akcji podjętej przez ratowników górskich i wojsko uratowano pozostałych 26 osób.
- 1 marca:
  - fizyk Klaus Fuchs został skazany w Wielkiej Brytanii na 14 lat więzienia za szpiegostwo na rzecz ZSRR.
  - Czang Kaj-szek został prezydentem Tajwanu.
- 2 marca – ostatni kurs tramwaju w Czeskich Budziejowicach.
- 5 marca – naczelny dowódca UPA Roman Szuchewycz zginął podczas próby zatrzymania go przez NKWD w Biłohorszczu pod Lwowem.
- 7 marca:
  - Islandia została członkiem Rady Europy.
  - Chen Cheng został premierem Tajwanu.
- 8 marca:
  - ZSRR ogłosił, że dysponuje bombą atomową.
  - rozpoczęła się seryjna produkcja VW Transportera.
- 9 marca – Islandia została członkiem Rady Europy.
- 12 marca – 80 spośród 83 osób na pokładzie zginęło w katastrofie samolotu Avro 689 Tudor na lotnisku w walijskim Cardiff.
- 14 marca – amerykański doświadczalny bombowiec Northrop YB-49 wykonał swój ostatni lot.
- 17 marca – został odkryty pierwiastek chemiczny kaliforn.
- 23 marca – odbyła się 22. ceremonia wręczenia Oscarów.
- 24 marca – w Austrii wykonano ostatni wyrok śmierci.
- 8 kwietnia – radzieckie myśliwce Ła-11 zestrzeliły w rejonie Lipawy na Łotwie amerykański bombowiec patrolowy Consolidated PB4Y-2 Privateer.
- 24 kwietnia – Jordania dokonała formalnej aneksji Samarii i Judei (Zachodni Brzeg Jordanu).
- 25 kwietnia – Republika Południowych Moluków w Indonezji ogłosiła niepodległość.
- 28 kwietnia – król Tajlandii Bhumibol Adulyadej ożenił się z Sirikit Kitiyakarą.
- 1 maja – rozpoczęła działalność Agencja Narodów Zjednoczonych dla Pomocy Uchodźcom Palestyńskim na Bliskim Wschodzie (UNRWA).
- 2 maja – Francja przekazała Indiom miasto Chandernagore, część Indii Francuskich.
- 3 maja – zwodowano brytyjski lotniskowiec HMS „Ark Royal”.
- 5 maja – Bhumibol Adulyadej koronował się na króla Tajlandii.
- 6 maja – w torfowisku koło duńskiego Silkeborga znaleziono zmumifikowane ciało tzw. Człowieka z Tollund.
- 9 maja:
  - Robert Schuman przedstawił na posiedzeniu rządu francuskiego plan utworzenia Europejskiej Wspólnoty Węgla i Stali zwany później deklaracją Schumana.
  - założono hiszpańskie przedsiębiorstwo motoryzacyjne SEAT.
- 10 maja – w wojskowym zamachu stanu na Haiti został obalony prezydent Dumarsais Estimé.
- 13 maja:
  - odbył się pierwszy w historii wyścig Formuły 1 – Grand Prix Wielkiej Brytanii na torze Silverstone.
  - Amerykanin Dick Attlesey ustanowił rekord świata w biegu na 110 m ppł. wynikiem 13,5 s.
- 15 maja – otwarto nowy Ratusz w Oslo.
- 16 maja – ostateczna aprobata Opus Dei jako instytutu świeckiego.
- 17 maja – premiera amerykańskiego thrillera Pustka w reżyserii Nicholasa Raya.
- 18 maja – Nachodka na rosyjskim Dalekim Wschodzie uzyskała prawa miejskie.
- 21 maja – nikaraguański dyktator Anastasio Somoza García powrócił po trzech latach przerwy na stanowisko prezydenta kraju.
- 22 maja – Celal Bayar został prezydentem Turcji.
- 23 maja – premiera filmu Asfaltowa dżungla w reżyserii Johna Hustona.
- 28 maja – Joanna de Valois została ogłoszona świętą przez papieża Piusa XII.
- 3 czerwca – Francuzi Maurice Herzog i Louis Lachenal zdobyli po raz pierwszy ośmiotysięcznik Annapurna w Himalajach (8091 m n.p.m.).
- 4 czerwca – Omar Ali Saifuddin III został sułtanem Brunei.
- 8 czerwca:
  - Jean Duvieusart został premierem Belgii.
  - w Pradze zakończył się pokazowy proces 13 polityków i działaczy opozycji, z których 4 (Milada Horáková, Jan Buchal(inne języki), Záviš Kalandra i Oldřich Pecl(inne języki)) zostało skazanych na karę śmierci.
- 13 czerwca – Szwajcar Hugo Koblet jako pierwszy kolarz spoza Włoch wygrał Giro d’Italia.
- 16 czerwca – w Rio de Janeiro otwarto stadion Maracanã.
- 17 czerwca – w Bułgarii ustanowiono Order Georgi Dimitrowa.
- 23 czerwca:
  - szwajcarski parlament odmówił prawa wyborczego kobietom.
  - 58 osób zginęło w katastrofie lotu Northwest Orient Airlines 2501 na Jeziorze Michigan.
- 25 czerwca – wojna koreańska: o godz. 4.00 czasu miejscowego wojska komunistycznej Korei Północnej przekroczyły linię demarkacyjną rozdzielającą północną i południową część Korei – 38 równoleżnik – rozpoczynając inwazję Korei Południowej.
- 27 czerwca:
  - Rada Bezpieczeństwa ONZ uznała Koreę Północną za agresora.
  - w Pradze przeprowadzono egzekucję Milady Horákovej, czeskiej parlamentarzystki, ofiary mordu sądowego, skazanej na karę śmierci w procesie pokazowym.
- 28 czerwca – wojna koreańska: wojska północnokoreańskie zdobyły Seul.
- 29 czerwca – podczas rozgrywanych w Brazylii IV Mistrzostw Świata w Piłce Nożnej, reprezentacja Anglii przegrała sensacyjnie na Estádio Independência w Belo Horizonte z USA 0:1 (tzw. „Cud na trawie”).
- 2 lipca – wojna koreańska: lądowe wojska amerykańskie wkroczyły do Korei.
- 4 lipca – Radio Wolna Europa rozpoczęło nadawanie.
- 5 lipca:
  - wojna koreańska: pierwsze starcie wojsk amerykańskich i północnokoreańskich.
  - Kneset przyjął ustawę o powrocie.
- 6 lipca – na brytyjski dwór królewski dostarczono pierwszą limuzynę Rolls-Royce Phantom IV.
- 16 lipca – sensacja na mistrzostwach świata w piłce nożnej w Brazylii: Urugwaj po wygranej z gospodarzami (2:1) został mistrzem świata. Rekordem była również liczba widzów oglądających mecz na Maracanie – ponad 200 tys. osób.
- 19 lipca – powstała Centralna Rada Żydów w Niemczech.
- 28 lipca – uruchomiono komunikację trolejbusową w Krasnodarze.
- 1 sierpnia – abdykował król Belgów, Leopold III.
- 4 sierpnia:
  - premiera filmu Bulwar Zachodzącego Słońca.
  - wojna koreańska: rozpoczęła się bitwa o tzw. worek pusański.
- 5 sierpnia – w Stuttgarcie niemieckie związki wypędzonych przyjęły Kartę niemieckiego wypędzonego.
- 15 sierpnia – trzęsienie ziemi w Asam (Indie) pozbawiło życia 1526 osób.
- 22 sierpnia – w Eskilstuna, Jamajczyk George Rhoden ustanowił rekord świata w biegu na 400 m wynikiem 45,8 s.
- 31 sierpnia – w katastrofie lotu Trans World Airlines 903 na Pustyni Libijskiej zginęło 55 osób.
- 2 września – w Paryżu założono Europejskie Towarzystwo Kardiologiczne (ESC).
- 3 września – Giuseppe Farina został pierwszym mistrzem świata F1.
- 13 września – argentyński astronom Miguel Itzigsohn odkrył planetoidę (1589) Fanatica.
- 15 września – wojna koreańska: wojska amerykańskie wylądowały na Półwyspie Koreańskim.
- 20 września – dokonano oblotu samolotu pasażersko-towarowego Ił-14.
- 23 września – Kongres Stanów Zjednoczonych uchwalił ustawę o działalności antyamerykańskiej (początek maccartyzmu).
- 26 września – wojna koreańska: oddziały ONZ odzyskały Seul.
- 28 września – Indonezja została członkiem ONZ.
- 1 października – otwarto metro w Sztokholmie.
- 2 października – wydano pierwszy komiks „Fistaszki”.
- 7 października – Chińska Armia Ludowo-Wyzwoleńcza rozpoczęła operację wojskową w Tybecie.
- 10 października – dokonano oblotu brytyjskiego eksperymentalnego samolotu Boulton Paul P.111, przeznaczonego do badania zachowania się skrzydła typu delta w lotach z prędkościami przydźwiękowymi. Była to pierwsza brytyjska maszyna zbudowana w takim układzie konstrukcyjnym.
- 13 października – premiera filmu Wszystko o Ewie.
- 15 października – w NRD odbyły się pierwsze wybory do Izby Ludowej.
- 25 października – do wojny koreańskiej włączyła się ChRL wysyłając armię kilkuset tysięcy „ochotników”.
- 29 października – Gustaw VI Adolf został królem Szwecji.
- 1 listopada:
  - papież Pius XII ogłosił dogmat o Wniebowzięciu Najświętszej Maryi Panny.
  - w Izraelu sformowano drugi rząd Dawida Ben Guriona.
  - dwóch portorykańskich nacjonalistów wtargnęło na teren Białego Domu, w celu zamordowania prezydenta Harry’ego Trumana. W wyniku strzelaniny zginął agent ochrony i jeden z zamachowców.
  - Chuck Cooper, pierwszy czarny gracz NBA, rozegrał swój pierwszy mecz w drużynie Boston Celtics.
- 4 listopada – w Rzymie została uchwalona Europejska konwencja praw człowieka.
- 7 listopada – 3-letni Gyanendra został królem Nepalu.
- 8 listopada – wojna koreańska: chiński MiG-15 zestrzelił amerykański F-80 Shooting Star, w pierwszym w historii pojedynku między myśliwcami odrzutowymi.
- 13 listopada – zginął w zamachu prezydent Wenezueli Carlos Delgado Chalbaud.
- 17 listopada – Tenzin Gjaco został XIV dalajlamą.
- 22 listopada:
  - w swym pierwszym oficjalnym meczu reprezentacja RFN w piłce nożnej pokonała w Stuttgarcie Szwajcarię 1:0.
  - padł najniższy wynik w historii NBA (Los Angeles Lakers-Fort Wayne Pistons 19:18).
- 29 listopada – wojna koreańska: w porcie Pusan wylądował tysiącosobowy Batalion Francuski.
- 30 listopada – premiera samochodu osobowego Renault Frégate.
- 6 grudnia – Paul Magloire został prezydentem Haiti.
- 9 grudnia – szpieg atomowy Harry Gold został skazany przez amerykański sąd na 30 lat pozbawienia wolności.
- 11 grudnia – francuski chemik Paul Charpentier zsyntetyzował lek psychotropowy chloropromazynę.
- 14 grudnia:
  - Zgromadzenie Ogólne ONZ powołało Urząd Wysokiego Komisarza Narodów Zjednoczonych do spraw Uchodźców.
  - premiera filmu Franciszek, kuglarz boży.
- 19 grudnia – generał Dwight Eisenhower został naczelnym dowódcą wojsk NATO.
- 21 grudnia – 34 osoby zginęły, a 56 zostało rannych w wyniku uderzenia pociągu ekspresowego Bratysława-Brno w przepełniony autobus na przejeździe kolejowym w miejscowości Podivín w południowych Morawach.
- Odbyła się I Międzynarodowa Konferencja Teologów Starokatolickich w Amersfoort.

## Dane statystyczne
- Ludność świata: 2 518 630 tys.
  - Azja: 1 398 488 tys. (55,53%)
  - Europa: 547 403 tys. (21,73%)
  - Afryka: 221 214 tys. (8,78%)
  - Ameryka Północna: 171 616 tys. (6,81%)
  - Ameryka Łacińska: 167 097 tys. (6,63%)
  - Oceania: 12 812 tys. (0,51%)
- Najludniejsze państwa świata[1]
  - 1.ChRL: 562 580 tys. (22,34% ludności świata)
  - 2.Indie: 369 880 tys. (14,69%)
  - 3.USA: 151 868 tys. (6,03%)
  - 4.ZSRR: 101 937 tys. (4,05%)
  - 5.Japonia: 83 805 tys. (3,33%)
  - 6.Indonezja: 82 978 tys. (3,29%)
  - 7.RFN+NRD: 68 375 tys. (2,71%)
  - 8.Brazylia: 53 443 tys. (2,12%)
  - 9.Wlk.Brytania: 50 127 tys. (1,99%)
  - 10.Włochy: 47 105 tys. (1,87%)

## Urodzili się
- 1 stycznia:
  - Sławomir Marczewski, polski polityk, lekarz, poseł na Sejm II kadencji (zm. 2024)
  - Deepa Mehta, indyjska reżyserka filmowa
  - Edward Płonka, polski przedsiębiorca, samorządowiec, poseł na Sejm RP
- 2 stycznia:
  - Siamion Domasz, białoruski polityk (zm. 2019)
  - Jewgienij Jewsiukow, rosyjski lekkoatleta, chodziarz
  - Zygmunt Litwińczuk, polski zootechnik
- 3 stycznia:
  - Faouzi Benzarti, tunezyjski piłkarz, trener
  - Lidia Turczynowicz, polska szachistka
- 4 stycznia:
  - Gerald Barbarito, amerykański duchowny katolicki, biskup Palm Beach
  - Jerzy Borowski, polski samorządowiec, burmistrz Sandomierza
- 5 stycznia:
  - Halina Barucha, polska lekkoatletka, dyskobolka (zm. 2018)
  - Ulrich Bächli, szwajcarski bobsleista
  - Chris Stein, amerykański muzyk, autor tekstów piosenek, fotograf i pisarz
  - Krzysztof Wielicki, polski wspinacz
- 6 stycznia:
  - Richard Norton, australijski karateka, aktor, kaskader, choreograf i trener sztuk walki (zm. 2025)
  - Irena Petryna, polska nauczycielka i polityk, posłanka na Sejm II kadencji
  - Jerzy Skubis, polski inżynier, profesor nauk technicznych, nauczyciel akademicki
  - Erika Weinstein, niemiecka lekkoatletka, sprinterka i płotkarka
- 7 stycznia:
  - Anna-Marija Borisowa, bułgarska lekarka, profesor
  - Kirsten Bråten Berg, norweska piosenkarka folkowa
  - Pawieł Czernow, rosyjski polityk
  - Erin Gray, amerykańska aktorka
  - John Hill, nowozelandzki piłkarz
  - Krzysztof Janczar, polski aktor
  - Johnny Lever, indyjski aktor
  - Bogdan Łukasiewicz, polski polityk, poseł na Sejm X i I kadencji
  - Malcolm Macdonald, angielski piłkarz, trener
- 8 stycznia:
  - Marcin Jacobson, polski animator kultury, menedżer muzyczny
  - Jacek Krzaklewski, polski muzyk, gitarzysta i kompozytor
  - Jerzy Zieliński, polski operator filmowy
- 9 stycznia:
  - Carlos Aguiar Retes, meksykański duchowny katolicki, arcybiskup Tlalnepantla de Baz
  - Alec Jeffreys, brytyjski genetyk
  - Henryk Malesa, polski artysta fotograf
  - Władimir Siemieniec, rosyjski kolarz torowy
- 10 stycznia:
  - Roy Blunt, amerykański polityk, senator ze stanu Missouri
  - Ilir Boçka, albański polityk, dyplomata
  - Horst Hagen, niemiecki siatkarz
  - Stanisław Krajewski, polski filozof, matematyk, publicysta pochodzenia żydowskiego
  - Jolanta Morawska, polska polityk, poseł na Sejm PRL
  - Czesław Nogacki, polski aktor
  - Winfried Schäfer, niemiecki piłkarz, trener
  - Carlo Siliotto, włoski kompozytor, wiolonczelista
- 11 stycznia:
  - Juha Korkeaoja, fiński rolnik, polityk
  - Lars-Erik Lövdén, szwedzki prawnik, polityk
  - Ryszard Skubisz, polski prawnik
- 12 stycznia – Zinaida Amosowa, kazachska biegaczka narciarska
- 13 stycznia:
  - Giacomo Bazzan, włoski kolarz torowy i szosowy (zm. 2019)
  - Clive Betts, brytyjski polityk
  - Bob Earl, amerykański kierowca wyścigowy
  - James Carroll Jordan, amerykański aktor, piosenkarz, muzyk
  - Waldemar Nowakowski, polski przedsiębiorca, polityk, poseł na Sejm RP
- 14 stycznia – Andrzej Diakonow, polski ekonomista, polityk, poseł na Sejm RP
- 15 stycznia – Marius Trésor, francuski piłkarz pochodzenia gwadelupskiego
- 16 stycznia:
  - Debbie Allen, amerykańska reżyserka, aktorka i producentka filmowa.
  - Jerzy Greszkiewicz, polski strzelec sportowy
  - Bob Kulick, amerykański gitarzysta rockowy i metalowy (zm. 2020)
  - Edward Loryś, polski prawnik
- 17 stycznia:
  - Honey Irani, indyjska aktorka, reżyserka i scenarzystka filmowa
  - Ján Švehlík, słowacki piłkarz, trener
  - Zbigniew Żmudzki, polski producent filmowy
  - Jerzy Żyszkiewicz, polski polityk, poseł na Sejm RP (zm. 2014)
- 18 stycznia:
  - Gianfranco Brancatelli, włoski kierowca wyścigowy
  - Wojciech Chlebda, polski językoznawca, nauczyciel akademicki (zm. 2022)
  - Dino Meneghin, włoski koszykarz
  - Michael Tomasello, amerykański psycholog
  - Renata Walendziak, polska lekkoatletka, biegaczka długodystansowa
- 19 stycznia:
  - Pier Carlo Padoan, włoski ekonomista, wykładowca akademicki, polityk
  - Krzysztof Orłowski, polski klawiszowiec, kompozytor, aranżer.
  - Gary Titley, brytyjski samorządowiec, polityk
  - Eshetu Tura, etiopski lekkoatleta, długodystansowiec
- 20 stycznia:
  - Jan T. Czech, polski twórca ekslibrisów
  - Jerzy Łysk, polski poeta, kompozytor, piosenkarz, animator kultury
  - Mahamane Ousmane, nigerski polityk, prezydent Nigru
  - Nicolae-Vlad Popa, rumuński prawnik, polityk
  - Marian Prudzienica, polski wiceadmirał
  - Serhij Ryżuk, ukraiński polityk
  - Mieczysław Teodorczyk, polski samorządowiec, marszałek województwa łódzkiego
- 21 stycznia:
  - Marion Becker, niemiecka lekkoatletka, oszczepniczka
  - Gary Locke, amerykański polityk pochodzenia chińskiego
  - Eglantina Kume, albańska aktorka
  - Silke Maier-Witt, niemiecka terrorystka
  - Josep Marín, hiszpański lekkoatleta, chodziarz
  - Billy Ocean, amerykański piosenkarz
  - Joseph Tanner, amerykański astronauta
  - Agnes van Ardenne, holenderska polityk
- 22 stycznia:
  - Jerzy Bielunas, polski reżyser teatralny i telewizyjny
  - Werner Schulz, niemiecki polityk (zm. 2022)
- 23 stycznia – Richard Dean Anderson, amerykański aktor
- 24 stycznia:
  - Daniel Auteuil, francuski aktor
  - Krzysztof Buszko, polski inżynier górnictwa
  - Paweł Górski, polski internista, alergolog
  - Irena Kamińska-Szmaj, polska matematyk
- 25 stycznia:
  - Jean-Marc Ayrault, francuski polityk, premier Francji
  - Kazimierz Barczyk, polski prawnik, polityk, poseł na Sejm I i III kadencji
  - Wiesław Bednarek, polski śpiewak operowy (baryton) (zm. 2024)
  - Halina Mieczkowska, polska słowacystka
- 26 stycznia:
  - Jiří Lábus, czeski aktor
  - Andrzej Maryniarczyk, polski duchowny katolicki, metafizyk (zm. 2020)
- 27 stycznia:
  - Günter Gloser, niemiecki polityk
  - Pedro Juan Gutiérrez, kubański pisarz
  - Juan Manuel Mancilla Sánchez, meksykański duchowny katolicki, biskup Texcoco
- 28 stycznia:
  - Hamad ibn Isa Al Chalifa, król Bahrajnu
  - Glyn Ford, brytyjski polityk
  - Bruno Gollnisch, francuski wykładowca akademicki, polityk
  - David Hilmers, amerykański pułkownik, inżynier, astronauta
  - Magdalena Kochan, polska polityk, poseł na Sejm RP
  - Wiesław Maras, polski samorządowiec, prezydent Częstochowy, członek zarządu województwa śląskiego
- 29 stycznia:
  - Jan Bartmiński, polski ekonomista i samorządowiec
  - Tadeusz Krawczak, polski historyk, archiwista
  - Adam Wiesław Kulik, polski poeta, prozaik, autor filmów dokumentalnych i edukacyjnych
  - Marv Roberts, amerykański koszykarz
  - Jody Scheckter, południowoafrykański kierowca wyścigowy
- 30 stycznia:
  - Randy Brooks, amerykański aktor
  - Reinhold Kauder, niemiecki kajakarz górski
  - Marian Kolczyński, polski generał brygady
  - Bahram Mavaddat, irański piłkarz, bramkarz
- 31 stycznia:
  - Edward Barcik, polski kolarz szosowy
  - Włodzimierz Blajerski, polski prawnik, prokurator, polityk, poseł na Sejm RP i wiceminister spraw wewnętrznych
  - Nikołaj Krugłow, rosyjski biathlonista
- 1 lutego:
  - Kieran Conry, brytyjski duchowny katolicki, biskup diecezjalny Arundel i Brighton
  - Kazimierz Nycz, polski duchowny katolicki, biskup pomocniczy krakowski, biskup koszalińsko-kołobrzeski, arcybiskup metropolita warszawski, kardynał
  - Małgorzata Paćko, polska strzelczyni sportowa
  - Rich Williams, amerykański gitarzysta, członek zespołu Kansas
- 2 lutego:
  - Gorka Knörr, hiszpański muzyk, polityk, eurodeputowany
  - Jean-Claude Mignon, francuski polityk
  - Barbara Sukowa, niemiecka aktorka
  - Serafim Urechean, mołdawski samorządowiec, polityk, p.o. premiera Mołdawii
- 3 lutego:
  - Juan Alberto Belloch, hiszpański prawnik, sędzia, samorządowiec, polityk
  - Morgan Fairchild, amerykańska aktorka
  - Stanisław Krzesiński, polski zapaśnik, trener
  - Rocky Moran, amerykański kierowca wyścigowy (zm. 2024)
- 4 lutego – Linda Bassett, brytyjska aktorka
- 5 lutego:
  - Dorota Bonemberg, polska piłkarka ręczna
  - Andrew Marak, indyjski duchowny katolicki, biskup Tury
  - Elżbieta Ostojska, polska siatkarka
  - Jordan Kerner, amerykański producent filmowy
- 6 lutego:
  - Romuald Chojnacki, polski piłkarz
  - Timothy Dolan, amerykański duchowny katolicki, arcybiskup Nowego Jorku, kardynał
  - René Fasel, szwajcarski hokeista, sędzia i działacz hokejowy
  - Paul Gentilozzi, amerykański przedsiębiorca, kierowca wyścigowy
- 7 lutego:
  - Mauro Bellugi, włoski piłkarz (zm. 2021)
  - Marilyn Cochran, amerykańska narciarka alpejska
  - Karen Joy Fowler, amerykańska pisarka science fiction i fantasy
  - Patrick McGrath, brytyjski pisarz, scenarzysta filmowy
- 8 lutego: 
  - Eirik Hundvin, norweski producent muzyczny, inżynier dźwięku
  - Callistus Rubaramira, ugandyjski duchowny katolicki, biskup Kabale
  - Jakub Wolski, polski urzędnik państwowy, dyplomata
- 9 lutego:
  - Světla Čmejrková, czeska językoznawczyni (zm. 2012)
  - Butch Keaser, amerykański zapaśnik
  - Jerzy Piotrowski, polski perkusista, członek zespołu SBB
- 10 lutego:
  - Dana Spálenská, czeska saneczkarka
  - Mark Spitz, amerykański pływak pochodzenia żydowskiego
- 11 lutego:
  - Pavel Bradík, czeski ekonomista, polityk
  - Ilinka Mitrewa, północnomacedońska polityk (zm. 2022)
  - Jewgienij Swiesznikow, rosyjski szachista, trener (zm. 2021)
  - Vaguinho, brazylijski piłkarz
  - Marian Zembala, polski kardiochirurg, polityk, minister zdrowia, poseł na Sejm RP (zm. 2022)
- 12 lutego:
  - Abd ar-Ra’uf al-Ajjadi, tunezyjski działacz społeczny, polityk
  - Angelo Branduardi, włoski piosenkarz
  - Steve Hackett, brytyjski gitarzysta, członek zespołu Genesis
  - Michael Ironside, kanadyjski aktor
  - Bernie Paul, niemiecki piosenkarz, producent muzyczny
  - Paweł Wawrzecki, polski aktor
- 13 lutego:
  - Domenico Cornacchia, włoski duchowny katolicki, biskup Molfetta-Ruvo-Giovinazzo- Terlizzi
  - Bob Daisley, australijski basista, kompozytor
  - Peter Gabriel, brytyjski muzyk, wokalista, producent muzyczny
  - Zygmunt Łenyk, polski polityk, przedsiębiorca, psycholog, poseł na Sejm I kadencji
- 14 lutego:
  - Frank Collison, amerykański aktor
  - Phil Dent, australijski tenisista
  - Kazimierz Jodkowski, polski filozof
  - Marek Minda, polski chirurg, polityk, senator RP (zm. 2021)
  - Cewi Rawner, izraelski dyplomata
- 15 lutego:
  - Demetrio Fernández González, hiszpański duchowny katolicki, biskup Kordoby
  - Billy Ficca, amerykański perkusista, członek zespołów: The Neon Boys, The Waitresses, Television i The Washington Squares(inne języki)
  - Tsui Hark, chiński producent i reżyser filmowy
  - Berthold Huber, niemiecki związkowiec, polityk
  - Waldemar Jędryka, polski przedsiębiorca, polityk, poseł na Sejm RP
  - Stephanus Tri Bửu Thiên, wietnamski duchowny katolicki
  - Natalija Zarudna, ukraińska polityk, dyplomatka
- 16 lutego:
  - Peter Hain, brytyjski polityk
  - Andrzej Kowalczyk, polski hydrogeolog
  - Joël Prévost, francuski piosenkarz
  - Danuta Stachyra, polska lektorka, spikerka radiowa
- 17 lutego:
  - Alberto Blanco, kubański sztangista
  - Miloš Fišera, czeski kolarz przełajowy i szosowy
  - Wacław Juszczyszyn, polski gitarzysta, wokalista, kompozytor, członek zespołów: Wolna Grupa Bukowina i Nasza Basia Kochana
  - Albertas Šimėnas, litewski matematyk, ekonomista, polityk, premier Litwy
  - Rod Smallwood, brytyjski menedżer muzyczny
- 18 lutego:
  - Jan Benigier, polski piłkarz
  - Cybill Shepherd, amerykańska aktorka
- 19 lutego: 
  - Andy Powell, brytyjski gitarzysta, członek zespołu Wishbone Ash
  - Johan Leysen, belgijski aktor (zm. 2023)
- 20 lutego:
  - Gary Manuel, australijski piłkarz
  - Krzysztof Zgraja, polski muzyk, kompozytor, aranżer
- 21 lutego:
  - Håkan Nesser, szwedzki pisarz
  - Sahle-Work Zewde, etiopska polityk, prezydent Etiopii
  - Jacek Zygadło, polski operator, reżyser i scenarzysta filmowy i telewizyjny
- 22 lutego:
  - Aun Szaukat al-Chasawina, jordański polityk, premier Jordanii
  - Julius Erving, amerykański koszykarz
  - Irena Kasprzyk, polska szachistka
  - Lenny Kuhr, holenderska piosenkarka
  - Andrzej Lewandowski, polski operator dźwięku (zm. 2021)
  - Miou-Miou, francuska aktorka
  - Genesis P-Orridge, brytyjski muzyk, kompozytor, performer (zm. 2020)
  - Andrzej Świerniak, polski matematyk i informatyk
  - Julie Walters, brytyjska aktorka
- 23 lutego:
  - Äszymżan Achmetow, kazachski prawnik, inżynier, polityk (zm. 2012)
  - Mária Ivánka-Budinsky, węgierska szachistka
- 24 lutego:
  - Ewa Andrzejewska, polska chemik (zm. 2019)
  - Miguel Arias Cañete, hiszpański prawnik, polityk
  - Richard Bandler, amerykański naukowiec
  - George Thorogood, amerykański muzyk rockowy i bluesowy
- 25 lutego:
  - Jerzy Dzik, polski przyrodnik, ewolucjonista
  - Zbigniew Filipiak, polski żużlowiec (zm. 2021)
  - Grażyna Godlewska, polska siatkarka
  - Neil Jordan, irlandzki reżyser filmowy
  - Teresa Zielewicz, polska piłkarka ręczna (zm. 2011)
- 26 lutego:
  - Irena Brežná, szwajcarsko-słowacka pisarka
  - Andrzej Celiński, polski socjolog, polityk, poseł na Sejm RP, minister kultury
  - Helen Clark, nowozelandzka polityk, premier Nowej Zelandii
  - Toimi Kankaanniemi, fiński polityk
  - Břetislav Kovařík, czeski karykaturzysta, satyryk, malarz
  - Don Shanks, amerykański aktor, kaskader
- 27 lutego:
  - Sabine Dähne, niemiecka wioślarka
  - Waldemar Kotas, polski aktor
- 28 lutego – Roman Giedrojć, polski urzędnik państwowy, polityk, poseł na Sejm RP (zm. 2017)
- 1 marca:
  - Miklós Kásler, węgierski onkolog, nauczyciel akademicki, polityk
  - Angelito Lampon, filipiński duchowny katolicki, arcybiskup Cotabato
- 2 marca – Molly Cheek, amerykańska aktorka
- 3 marca:
  - Tim Kazurinsky, amerykański aktor, komik, scenarzysta pochodzenia polsko-australijskiego
  - Georgi Kostadinow, bułgarski bokser
  - Franciszek Niemiec, polski koszykarz
  - Nitto Francesco Palma, włoski prawnik, polityk
- 4 marca:
  - Krzysztof Bzdyl, polski działacz opozycji antykomunistycznej
  - Johan Granath, szwedzki łyżwiarz szybki
  - Andrzej Jezierski, polski fizyk
  - Rick Perry, amerykański polityk
  - Ken Robinson, brytyjski pisarz, mówca, doradca (zm. 2020)
  - Martin Venix, holenderski kolarz torowy i szosowy
- 5 marca:
  - Charles Dudley, amerykański koszykarz
  - Rick Folk, kanadyjski curler
  - Stanisław Kaźmierczak, polski hokeista na trawie
  - Corneliu Oros, rumuński siatkarz
- 6 marca:
  - Andrzej Bartkowiak, polski reżyser
  - Felix Genn, niemiecki duchowny katolicki, biskup Münster
  - Bogusław Kaczmarek, polski piłkarz, trener
  - Arthur Roche, brytyjski duchowny katolicki, arcybiskup
  - Joanna Żółkowska, polska aktorka
- 7 marca:
  - Ágnes Hankiss, węgierska pisarka, polityk (zm. 2021)
  - Bruno Hubschmid, szwajcarski kolarz torowy i szosowy
  - Paul Krüger, niemiecki polityk
- 8 marca:
  - Anna Kramarczyk, polska aktorka teatru lalek, pedagog
  - Claude Malhuret, francuski lekarz, samorządowiec, polityk
  - Zdzisław Napieracz, polski trener i piłkarz
  - Stanisław Rydzoń, polski polityk, poseł na Sejm RP
- 9 marca:
  - Zbigniew Ćwiąkalski, polski adwokat, polityk, minister sprawiedliwości
  - Ireneusz Pękalski, polski duchowny katolicki, biskup pomocniczy łódzki
  - Danny Sullivan, amerykański kierowca wyścigowy
- 10 marca:
  - Carlos Roberto Flores Facussé, honduraski polityk, prezydent Hondurasu
  - Karlheinz Klotz, niemiecki lekkoatleta, sprinter
  - Aleksandra Małachowska, polska ogrodnik, polityk, poseł na Sejm
- 11 marca:
  - Maciej Góraj, polski aktor
  - Wojciech Kowalski, polski prawnik, dyplomata
  - Jerzy Majchrzak, polski inżynier, samorządowiec, prezydent Kędzierzyna-Koźla
  - Simba Makoni, zimbabweński polityk
  - Bobby McFerrin, amerykański wokalista jazzowy
  - Viktoras Rinkevičius, litewski przedsiębiorca rolny, samorządowiec, polityk
  - Jerry Zucker, amerykański reżyser, scenarzysta i producent filmowy pochodzenia żydowskiego
- 12 marca:
  - Javier Clemente, hiszpański trener piłkarski
  - Zbigniew Leśniak, polski kajakarz górski, trener
  - Jon Provost, amerykański aktor
  - Traudl Treichl, niemiecka narciarka alpejska
- 13 marca:
  - André Brie, niemiecki politolog
  - Charles Krauthammer, amerykański publicysta pochodzenia żydowskiego (zm. 2018)
  - William H. Macy, amerykański aktor, producent i scenarzysta filmowy
  - Irena Roterman-Konieczna, polska biochemiczka, profesor
  - Jorge Vázquez, argentyński duchowny katolicki, biskup Morón
- 14 marca:
  - Linda Sharp, amerykańska koszykarka, trenerka
  - Patricio Buzon, filipiński duchowny katolicki, biskup Bacolod
  - Rick Dees, amerykański didżej, prezenter radiowy
  - Tadeusz Kupidura, polski przedsiębiorca
- 15 marca:
  - Romuald Czystaw, polski wokalista, członek zespołu Budka Suflera (zm. 2010)
  - Harry Bromley Davenport, brytyjski reżyser, scenarzysta i producent filmowy
  - Cláudio Duarte, brazylijski piłkarz, trener
  - Anatolij Kamiński, naddniestrzański polityk
  - Kurt Koch, szwajcarski duchowny katolicki, biskup Bazylei, kardynał
- 16 marca:
  - Ryszard Chodźko, polski pisarz, krytyk literacki, wykładowca akademicki (zm. 2023)
  - Kate Nelligan, kanadyjska aktorka
  - Antoni Reiter, polski judoka (zm. 1986)
  - Maciej Świątkowski, polski lekarz, polityk, poseł na Sejm RP, senator
  - Edhem Šljivo, bośniacki piłkarz
  - Lode Van Hecke, belgijski duchowny katolicki, biskup Gandawy
- 17 marca:
  - Walerij Beim, radziecki, austriacki i izraelski szachista
  - Cho Jea-ki, południowokoreański judoka
  - Rumenczo Goranow, bułgarski piłkarz, bramkarz
  - Peter Robinson, brytyjski pisarz (zm. 2022)
  - Patrizia Toia, włoska politolog, polityk, eurodeputowana
- 18 marca:
  - James Conlon, amerykański dyrygent
  - José Luis Del Palacio, hiszpański duchowny katolicki, biskup Callao
  - Brad Dourif, amerykański aktor
  - Daniel Grinberg, polski historyk pochodzenia żydowskiego
  - Jim Knobeloch, amerykański aktor
- 19 marca:
  - Kirsten Boie, niemiecka autorka literatury dziecięcej
  - Jose Palma, filipiński duchowny katolicki, arcybiskup Cebu
  - Józef Sarnowski, polski inżynier rolnictwa, polityk, samorządowiec, członek zarządu województwa pomorskiego
  - Wiktor Żwikiewicz, polski pisarz science fiction
- 20 marca:
  - Cecylia Bajer-Paprotny, polska lekkoatletka, oszczepniczka (zm. 2019)
  - Jan Buchwald, polski reżyser teatralny, radiowy i telewizyjny, dyrektor teatrów
  - William Hurt, amerykański aktor, producent filmowy (zm. 2022)
  - Łeonid Kluczyk, ukraiński piłkarz, trener
  - Georgi Markow, bułgarski prawnik, polityk
  - Carl Palmer, brytyjski perkusista rockowy
  - Józef Rojek, polski samorządowiec, polityk, prezydent Tarnowa, poseł na Sejm RP
- 21 marca:
  - Roger Hodgson, brytyjski piosenkarz
  - Jerzy Jaskiernia, polski prawnik, polityk, poseł na Sejm RP, minister sprawiedliwości i prokurator generalny
  - Anders Linderoth, szwedzki piłkarz, trener
  - Siergiej Ławrow, rosyjski dyplomata, polityk pochodzenia ormiańskiego
- 22 marca:
  - Goran Bregović, bośniacki muzyk, kompozytor
  - Ryszard Kubiak, polski wioślarz (zm. 2022)
  - Ludwik Stomma, polski antropolog kultury (zm. 2020)
  - Bogusław Wołoszański, polski dziennikarz, pisarz, popularyzator historii
- 23 marca:
  - Corinne Cléry, francuska aktorka
  - Alessandra Orselli, włoska lekkoatletka, sprinterka
  - Peter Simons, brytyjski filozof
  - Henryk Wojtynek, polski hokeista, bramkarz, trener
- 24 marca:
  - Rafael Cañizares, kubański koszykarz
  - Guglielmo Epifani, włoski związkowiec i polityk (zm. 2021)
  - Hans-Werner Gessmann, niemiecki psycholog
  - Władimir Krikunow, rosyjski hokeista, trener
  - Angelo Vincenzo Zani, włoski duchowny katolicki, arcybiskup
- 25 marca:
  - José Manuel Esnal, hiszpański trener piłkarski
  - Zygmunt Jakubczyk, polski polityk, poseł na Sejm RP II kadencji
  - Wolfgang Laib, niemiecki artysta
  - Wojciech Pietranik, polski rzeźbiarz, medalier
- 26 marca:
  - Martin Short, kanadyjski aktor
  - Alan Silvestri, amerykański kompozytor muzyki filmowej
- 27 marca:
  - Tony Banks, brytyjski muzyk, członek zespołu Genesis
  - Anton Ondruš, słowacki piłkarz
  - Terry Yorath, walijski piłkarz, trener
- 28 marca:
  - Roland Andersson, szwedzki piłkarz, trener
  - Mieczysław Cieślar, polski duchowny ewangelicki, biskup warszawski (zm. 2010)
  - Dinesh Dhamija, brytyjski przedsiębiorca, polityk, eurodeputowany pochodzenia hinduskiego
  - Germán Efromovich, kolumbijsko-brazylijsko-polski przedsiębiorca pochodzenia żydowskiego
  - Jan Paweł Lenga, polski duchowny katolicki, biskup Karagandy
- 29 marca:
  - Henryk Gmiterek, polski historyk
  - Mory Kanté, gwinejski wokalista, muzyk (zm. 2020)
  - Barry Pearl, amerykański aktor
  - Wanda Vujisić, polsko-czarnogórska nauczycielka, tłumaczka i działaczka polonijna
  - Dennis Wuycik, amerykański koszykarz
- 30 marca:
  - Hanna Bakuła, polska malarka, scenograf, kostiumolog
  - Joseph Cali, amerykański aktor, producent muzyczny
  - Robbie Coltrane, brytyjski aktor, komik (zm. 2022)
  - David Janson, brytyjski aktor
  - LaRue Martin, amerykański koszykarz
  - Wilner Nazaire, haitański piłkarz
- 31 marca:
  - Arthur Levinson, przewodniczący zarządu firm Genentech i Apple
  - Maria Nowak, polska polityk, posłanka na Sejm RP
- 1 kwietnia:
  - Samuel Alito, amerykański prawnik pochodzenia włoskiego
  - Lothar Binding, niemiecki polityk
  - Ryszard Brylski, polski reżyser filmowy
  - Paolo Conti, włoski piłkarz, bramkarz
  - Bernd Wittenburg, niemiecki bokser
  - Mirosław Wyrzykowski, polski prawnik
- 2 kwietnia:
  - Pierre Lechantre, francuski piłkarz, trener
  - Marek Lejk, polski lekarz, samorządowiec, urzędnik państwowy
- 3 kwietnia:
  - Wiera Krasnowa, rosyjska łyżwiarka szybka
  - Romuald Lipko, polski muzyk, kompozytor, członek zespołu Budka Suflera (zm. 2020)
- 4 kwietnia:
  - Anna Duszak, polska językoznawczyni, wykładowczyni akademicka (zm. 2015)
  - Adam Fuszara, polski polityk, poseł na Sejm RP
  - Jan Kaźmierczak, polski naukowiec, profesor, poseł na Sejm RP
  - Mirosława Kruszewska, polska poetka, krytyk literacki, dziennikarka
  - Christine Lahti, amerykańska aktorka, reżyserka filmowa
  - Przemysław Nowacki, polski neurolog, profesor nauk medycznych
  - Samuli Pohjamo, fiński dziennikarz, samorządowiec, polityk, eurodeputowany
- 5 kwietnia:
  - Franklin Chang-Díaz, kostarykańsko-amerykański astronauta
  - Agnetha Fältskog, szwedzka wokalistka, członkini zespołu ABBA
  - Toshiko Fujita, japońska aktorka (zm. 2018)
  - Harpo, szwedzki piosenkarz
  - Miki Manojlović, serbski aktor
  - Barbara Romanowicz, francuska uczona polskiego pochodzenia
- 6 kwietnia:
  - Jorge Fernández Díaz, hiszpański i kataloński urzędnik państwowy, polityk
  - Krzysztof Zieliński, polski patomorfolog (zm. 2023)
- 7 kwietnia:
  - Jerzy Grunwald, polski piosenkarz, instrumentalista, kompozytor, producent muzyczny
  - Rudolf Marti, szwajcarski bobsleista
- 8 kwietnia:
  - Urszula Augustyniak, polska historyk, nauczycielka akademicka
  - Krasimir Borisow, bułgarski piłkarz, trener
  - Nobuo Fujishima, japoński piłkarz
  - Elżbieta Góralczyk, polska aktorka (zm. 2008)
  - Grzegorz Lato, polski piłkarz, trener, działacz piłkarski, prezes PZPN, polityk, senator RP
  - Krzysztof Matyjaszewski, polsko-amerykański chemik
  - Juliusz Mazur, polski pianista jazzowy
  - Gerd-Volker Schock, niemiecki piłkarz, trener
- 9 kwietnia:
  - Maria Dakowska, polska anglistka, wykładowczyni akademicka (zm. 2022)
  - Adam Glapiński, polski ekonomista, polityk, poseł na Sejm i senator RP, minister gospodarki przestrzennej i budownictwa i współpracy gospodarczej z zagranicą
  - Zbigniew Kicka, polski bokser (zm. 2022)
  - Jarosław Sokołowski, polski przedsiębiorca, samorządowiec, wicemarszałek województwa lubuskiego
- 10 kwietnia:
  - Don Vasyl, polski piosenkarz, autor tekstów, kompozytor pochodzenia romskiego
  - Ken Griffey Sr., amerykański baseballista
  - Boba Lobilo, kongijski piłkarz
  - Jean-Pol Poncelet, belgijski i waloński inżynier, samorządowiec, polityk
  - Chajjim Ramon, izraelski polityk
  - Marek Zieliński, polski publicysta, krytyk literacki, dyplomata
- 11 kwietnia:
  - Bill Irwin, amerykański aktor, komik, klaun
  - Ferenc Mészáros, węgierski piłkarz, bramkarz, trener (zm. 2023)
  - Małgorzata Sadalska, polska lekkoatletka, skoczkini w dal
  - Mariusz Wesołowski, polski polityk, poseł na Sejm RP
- 12 kwietnia:
  - Joyce Banda, malawijska polityk, prezydent Malawi
  - Ryszard Bosek, polski siatkarz, trener
  - Flavio Briatore, włoski przedsiębiorca, dyrektor sportowy zespołów Formuły 1
  - Mieczysław Grąbka, polski aktor, reżyser, scenarzysta (zm. 2024)
  - Donal McKeown, irlandzki duchowny katolicki, biskup Derry
  - Gary Robertson, nowozelandzki wioślarz
- 13 kwietnia:
  - Wiesław Gołębiewski, polski polityk, nauczyciel, poseł na Sejm RP
  - Józef Kłyk, polski filmowiec amator
  - Ron Perlman, amerykański aktor, reżyser i scenarzysta filmowy
  - William Sadler, amerykański aktor
- 14 kwietnia:
  - Francis Collins, amerykański lekarz i genetyk
  - Mitsuru Komaeda, japoński piłkarz
  - Krzysztof Stasierowski, polski piosenkarz, aktor musicalowy
- 15 kwietnia:
  - Michèle Beugnet, francuska lekkoatletka, sprinterka
  - Salvador Cristau Coll, hiszpański duchowny katolicki, biskup pomocniczy Terrassy
  - Neca, brazylijski piłkarz
- 16 kwietnia:
  - Slim Bouaziz, tunezyjski szachista, trener
  - Sergiusz (Bułatnikow), rosyjski biskup prawosławny
  - Marek Andrzej Michalak, polski muzyk jazzowy, kompozytor
  - Thierry Perrier, francuski kierowca wyścigowy
- 17 kwietnia:
  - Wojciech Buciarski, polski lekkoatleta, tyczkarz
  - Jean-Jacques Milteau, francuski wokalista i harmonijkarz bluesowy, autor tekstów piosenek
  - Cristina Ortiz, brazylijska pianistka
  - L. Scott Caldwell, amerykańska aktorka
- 18 kwietnia:
  - Georgi Denew, bułgarski piłkarz
  - Władimir Kaminski, radziecki kolarz szosowy
  - Kenny Ortega, amerykański choreograf, producent i reżyser filmowy
  - Grigorij Sokołow, rosyjski pianista
- 19 kwietnia – Jacques Herzog, szwajcarski architekt
- 20 kwietnia:
  - Janusz Centka, polski pilot szybowcowy
  - Humberto Coelho, portugalski piłkarz, trener
  - Włodzimierz Staniewski, polski reżyser teatralny
- 21 kwietnia:
  - Cyril Pahinui, hawajski piosenkarz, gitarzysta (zm. 2018)
  - Urszula Pająk, polska działaczka społeczna i związkowa, polityk, poseł na Sejm RP (zm. 2018)
  - Michaił Szaraszeuski, białoruski szachista, trener, autor książek szachowych
- 22 kwietnia:
  - Nacagijn Bagabandi, mongolski polityk, prezydent Mongolii
  - Robert Elswit, amerykański operator filmowy
  - Peter Frampton, brytyjski muzyk, członek zespołu Humble Pie
  - Wojciech Romanowski, polski lekkoatleta, sprinter
  - Bolesław Szymański, polski matematyk, informatyk
- 23 kwietnia:
  - Maria Böhmer, niemiecka polityk
  - Tony Ineson, nowozelandzki hokeista na trawie
  - Steve McCurry, amerykański fotoreporter
  - Wojciech Nentwig, polski dziennikarz, publicysta, animator życia muzycznego
  - Holger K. Nielsen, duński polityk
  - Yrjö Rantanen, fiński szachista (zm. 2021)
- 24 kwietnia:
  - Michał Borowski, polski architekt, historyk sztuki (zm. 2020)
  - Wadim Brodski, ukraiński skrzypek
  - Rafael González, chilijski piłkarz
  - Jerzy Kryszak, polski aktor, satyryk
  - Henryk Maculewicz, polski piłkarz
- 25 kwietnia:
  - Tamasaburō Bandō V, japoński aktor, reżyser filmowy
  - François Jacolin, francuski duchowny katolicki, biskup Mende
  - Wałentyna Kozyr, ukraińska lekkoatletka, skoczkini wzwyż
  - Jurij Piwowarow, rosyjski politolog, historyk
  - Zbigniew Zysk, polski polityk, poseł na Sejm RP (zm. 2020)
- 26 kwietnia:
  - Aleksander Balter, polski fizyk
  - Susana Higuchi, peruwiańska polityk, pierwsza dama pochodzenia japońskiego (zm. 2021)
  - Jeannot Krecké, luksemburski piłkarz, przedsiębiorca, polityk
  - Jonas Rudalevičius, litewski dyplomata, polityk
  - Piotr Szulkin, polski reżyser i scenarzysta filmowy, pisarz (zm. 2018)
  - Ian Twinn, brytyjski polityk
- 27 kwietnia:
  - Mike Howlett, brytyjski muzyk rockowy, producent muzyczny
  - Ryszard Tomczyk, polski bokser
- 28 kwietnia:
  - Jerzy Ciepliński, polski trener piłki ręcznej
  - Tanja Gogowa, bułgarska siatkarka
  - Jay Leno, amerykański komik
  - Fidencio López Plaza, meksykański duchowny katolicki, biskup San Andrés Tuxtla
- 29 kwietnia:
  - Phillip Noyce, australijski reżyser filmowy
  - Bjarne Reuter, duński pisarz
  - Małgorzata Rożniatowska, polska aktorka
  - Debbie Stabenow, amerykańska polityk, senator ze stanu Michigan
  - Antoni Szlagor, polski polityk i samorządowiec, burmistrz Żywca
- 30 kwietnia:
  - Serhij Morozow, ukraiński piłkarz, trener (zm. 2021)
  - Zofia Uzelac, polska aktorka, pedagog
  - David Wilkins, irlandzki żeglarz sportowy
- 1 maja:
  - Se’adja Marciano, izraelski działacz społeczny, polityk (zm. 2007)
  - Danny McGrain, szkocki piłkarz, trener
  - Władysław Reichelt, polski polityk, poseł na Sejm RP I kadencji
- 2 maja:
  - Anna Błachucka, polska poetka, prozaik
  - Lou Gramm, amerykański muzyk, wokalista, członek zespołu Foreigner
  - Eve Kosofsky Sedgwick, amerykańska historyk literatury (zm. 2009)
  - Ryszard Pokorski, polski muzyk, kompozytor
- 3 maja:
  - Margot Blakely, nowozelandzka narciarka alpejska
  - Mary Hopkin, walijska piosenkarka
  - Zofia Majerczyk, polska biegaczka narciarska
- 4 maja:
  - Stanisław Bereś, polski poeta, krytyk literacki, tłumacz, historyk literatury
  - Janusz Maćkowiak, polski polityk, rolnik, poseł na Sejm RP
  - Kapitan Nemo, polski wokalista i kompozytor
  - Witold Kulesza, polski prawnik
- 5 maja:
  - Piotr Buczkowski, polski polityk, poseł na Sejm II kadencji (zm. 2003)
  - Googoosh, irańska piosenkarka, aktorka
  - Zdzisław Lis, polski samorządowiec, burmistrz Piaseczna
  - Krzysztof Smyk, polski dyplomata
- 6 maja:
  - Stanisław Anioł, polski górnik, rzeźbiarz
  - Jeffery Deaver, amerykański pisarz
  - Michaił Miasnikowicz, białoruski ekonomista, polityk, przewodniczący Narodowej Akademii Nauk, premier i przewodniczący Rady Republiki Zgromadzenia Narodowego Republiki Białorusi
  - Stelian Moculescu, rumuński trener siatkarski
  - Zenon Sołtysiak, polski lekarz weterynarii, profesor nauk weterynaryjnych
  - Ratko Svilar, serbski piłkarz, bramkarz
  - Rosemarie Wemheuer, niemiecka polityk, eurodeputowana
  - Zbigniew Wodecki, polski piosenkarz, instrumentalista, kompozytor (zm. 2017)
  - Tadeusz Zając, polski górnik, związkowiec, samorządowiec, polityk, poseł na Sejm II kadencji
- 7 maja:
  - Randall Cobb, amerykański bokser, kick-boxer, aktor
  - Tord Filipsson, szwedzki kolarz szosowy
  - Władko Panajotow, bułgarski naukowiec, polityk, eurodeputowany
- 8 maja:
  - Juan Manuel Bellón López, hiszpański szachista
  - Pierre de Meuron, szwajcarski architekt
  - José Ángel Gurría, meksykański ekonomista, polityk
  - Grzegorz Palka, polski związkowiec, samorządowiec, prezydent Łodzi (zm. 1996)
  - Tatjana Ždanoka, łotewska matematyk, polityk pochodzenia rosyjskiego
- 9 maja:
  - Michel Béroff, francuski pianista
  - James Butts, amerykański lekkoatleta, trójskoczek
  - Luciano Spinosi, włoski piłkarz, trener
- 10 maja:
  - Natalja Bondarczuk, rosyjska aktorka
  - Sabri Hamiti, albański poeta, pisarz, dramaturg
  - Wojciech Jarociński, polski gitarzysta, wokalista
  - Jerzy Szczepański, polski historyk
- 11 maja:
  - John F. Kelly, amerykański generał
  - Kazimierz Krzaczkowski, polski aktor, dramaturg
  - Ismael Rueda Sierra, kolumbijski duchowny katolicki, arcybiskup Bucaramangi
  - Renato Schifani, włoski prawnik, polityk
  - Maria Sierpińska, polska ekonomistka, wykładowczyni akademicka
- 12 maja:
  - Bruce Boxleitner, amerykański aktor
  - Gabriel Byrne, irlandzki aktor
  - Fabio Duque Jaramillo, kolumbijski duchowny katolicki, biskup Garzón
  - Brygida Kolenda-Łabuś, polska polityk, prawnik, posłanka na Sejm RP
  - Marek Piorun, polski samorządowiec, burmistrz Dzierżoniowa
  - Marek Piotrowski, polski archeolog, poeta, artysta kabaretowy
  - Billy Squier, amerykański muzyk, wokalista, kompozytor
  - Renate Stecher, niemiecka lekkoatletka, sprinterka
  - Andrzej Zakrzewski, polski polityk, poseł na Sejm RP (zm. 1996)
- 13 maja:
  - Joe Johnston, amerykański reżyser filmowy
  - Stevie Wonder, amerykański kompozytor, pianista, piosenkarz
- 14 maja:
  - Veljko Barbieri, chorwacki prozaik, eseista, dziennikarz
  - Georges Berthu, francuski urzędnik państwowy, polityk, eurodeputowany
  - Zbigniew Joachimiak, polski poeta, tłumacz, wydawca, antykwariusz
  - Michał Kochańczyk, polski wspinacz, polarnik, żeglarz, publicysta, fotograf, filmowiec
  - Jackie Speier, amerykańska polityk, kongreswoman ze stanu Kalifornia
  - Jill Stein, amerykańska lekarka, polityk
- 15 maja:
  - Nicholas Hammond, amerykański aktor, scenarzysta filmowy
  - Jørgen Marcussen, duński kolarz szosowy
- 16 maja:
  - Johannes Georg Bednorz, niemiecki fizyk, laureat Nagrody Nobla
  - Anna Romantowska, polska aktorka
  - Janina Sagatowska, polska prawnik, polityk, senator RP
  - Krzysztof Wiecheć, polski menedżer, polityk, poseł na Sejm RP
- 17 maja:
  - Fadah Hsieh, tajwański dyplomata, polityk
  - Alan Johnson, brytyjski polityk
  - Anna Kostowska, polska piłkarka ręczna
  - Włodzimierz Tylak, polski piłkarz, trener
- 18 maja:
  - Alaksandr Baszmakou, białoruski piłkarz, trener
  - Thomas Gottschalk, niemiecki aktor, scenarzysta, prezenter telewizyjny
- 19 maja:
  - Anne Brasseur, luksemburska psycholog, działaczka samorządowa, polityk
  - Austin Stevens, południowoafrykański herpetolog, fotograf, podróżnik
  - Marco Taradash, włoski dziennikarz, polityk, eurodeputowany pochodzenia amerykańskiego
  - Krzysztof Tchórzewski, polski polityk, poseł na Sejm RP, minister energii
  - George Leo Thomas, amerykański duchowny katolicki, biskup Las Vegas
- 20 maja:
  - Svend Andresen, duński piłkarz
  - Erri De Luca, włoski pisarz
  - Jhala Nath Khanal, nepalski polityk, premier Nepalu
- 21 maja:
  - Jerzy Derkacz, polski laryngolog, polityk, senator RP (zm. 2020)
  - Hanna Mierzejewska, polska dziennikarka, polityk, poseł na Sejm RP (zm. 2015)
  - Víctor Sánchez Espinosa, meksykański duchowny katolicki, arcybiskup Puebla de los Angeles
  - Wiesława Ziółkowska, polska ekonomistka, polityk, poseł na Sejm RP
  - Jan Złomańczuk, polski trener piłkarski
- 22 maja:
  - Alekos Alawanos, grecki ekonomista, polityk
  - Michio Ashikaga, japoński piłkarz
  - Libor Radimec, czeski piłkarz
  - Leszek Stafiej, polski dziennikarz, tłumacz literatury angielskiej, przedsiębiorca
  - Bernie Taupin, brytyjski poeta, autor tekstów piosenek
- 23 maja:
  - William P. Barr, amerykański prawnik i polityk
  - Wolfgang Brinkmann, niemiecki jeździec sportowy
  - Hanna Foltyn-Kubicka, polska polityk, poseł na Sejm RP i eurodeputowana
  - Martin McGuinness, północnoirlandzki polityk (zm. 2017)
  - Linda Thompson, amerykańska aktorka, piosenkarka, autorka tekstów
- 24 maja:
  - Joshuah Ignathios Kizhakkeveettil, indyjski duchowny syromalankarski, Mavelikary
  - Jerzy Limon, polski anglista, literaturoznawca, pisarz, tłumacz, teatrolog (zm. 2021)
  - Sue Thomas, amerykańska agentka FBI (zm. 2022)
  - Remigijus Vilkaitis, litewski aktor, polityk
- 25 maja:
  - Jewgienij Kulikow, rosyjski łyżwiarz szybki
  - Werner Peter, niemiecki piłkarz
  - Zbigniew Pianowski, polski archeolog
  - Halina Rozpondek, polska polityk, samorządowiec, prezydent Częstochowy, poseł na Sejm RP
  - Hanna Szmalenberg, polska architekt
- 26 maja:
  - Zygmunt Błaż, polski polityk, samorządowiec, wojewoda, starosta brzozowski
  - Marie Lundquist, szwedzka poetka, dziennikarka, eseistka, tłumaczka
  - Alberto Taveira Corrêa, brazylijski duchowny katolicki, arcybiskup Belém do Pará
- 27 maja:
  - Dee Dee Bridgewater, amerykańska wokalistka jazzowa, aktorka
  - Jan Grabowski, polski żużlowiec, trener (zm. 2017)
- 28 maja – Jacek Weksler, polski filolog, reżyser teatralny, menedżer, polityk, wiceminister kultury i sztuki
- 29 maja:
  - Isabel Alçada, portugalska pisarka, polityk
  - Christodulos Neofitu, cypryjski ekonomista, polityk
- 30 maja:
  - Krzysztof Cugowski, polski wokalista, członek zespołu Budka Suflera
  - Bertrand Delanoë, francuski polityk
  - James Green, amerykański duchowny katolicki, arcybiskup, nuncjusz apostolski
  - Andrzej Lewandowski, polski generał brygady
  - Robert Tepper, amerykański piosenkarz, autor tekstów
  - Peter van Roye, niemiecki wioślarz
  - Teresa Weyna, polska łyżwiarka figurowa
  - Sten Ziegler, duński piłkarz
- 31 maja:
  - Jean Chalopin, francuski producent i scenarzysta filmowy
  - Edgar Savisaar, estoński polityk, premier Estonii (zm. 2022)
  - Gregory Harrison, amerykański aktor, reżyser, scenarzysta i producent filmowy
  - Edo Ronchi, włoski socjolog, polityk
  - François-Xavier Villain, francuski prawnik, samorządowiec, polityk (zm. 2025)
- 1 czerwca:
  - John M. Jackson, amerykański aktor
  - Annemarie Jorritsma, holenderska polityk i samorządowiec
  - Anna Karbowiak, polska wioślarka
  - Ashok Kumar, indyjski hokeista na trawie
  - Roger Van Gool, belgijski piłkarz
  - Bill Young, australijski aktor, reżyser i scenarzysta filmowy
- 2 czerwca:
  - Roberto González Nieves, amerykański duchowny katolicki pochodzenia portorykańskiego, arcybiskup San Juan
  - Krzysztof Lang, polski reżyser i scenarzysta filmowy
  - Lee Wan-koo, południowokoreański prawnik, prokurator, polityk, premier Korei Południowej (zm. 2021)
- 3 czerwca:
  - Paulo Branco, portugalski producent filmowy
  - Wojciech Jarząbek, polski architekt
  - Giovanni Lolli, włoski polityk, samorządowiec, prezydent Abruzji
  - Agata Miklaszewska, polska pisarka, poetka
  - Suzi Quatro, amerykańska piosenkarka, basistka, aktorka
- 4 czerwca:
  - Jan Gondowicz, polski krytyk literacki, wydawca
  - Dagmar Krause, niemiecka wokalistka awangardowa
  - Clifford Stoll, amerykański astronom, administrator sieciowy, pisarz
- 5 czerwca:
  - Haijo Apotheker, polski holenderski socjolog, samorządowiec, polityk
  - Barbara Gaskin, brytyjska piosenkarka
  - Jan Hnatowicz, polski kompozytor, aranżer, producent muzyczny, gitarzysta
  - Wojciech Sadurski, polski prawnik, filozof, politolog, publicysta, komentator polityczny
  - Johannes Voggenhuber, austriacki samorządowiec, polityk
- 6 czerwca:
  - Marilyn Corson, kanadyjska pływaczka
  - Jurij Salnikow, rosyjski jeździec sportowy
  - José Albino Silva Peneda, portugalski ekonomista, polityk
  - Mehmet Uzun, turecki zapaśnik
- 7 czerwca:
  - Mirosław Henke, polski aktor i pedagog
  - Didier-Claude Rod, francuski lekarz, polityk
  - Andrzej Serdiukow, polski producent filmowy
- 8 czerwca:
  - Kathy Baker, amerykańska aktorka
  - Sônia Braga, brazylijska aktorka
- 9 czerwca:
  - Ulrich Adam, niemiecki polityk
  - Regina Krajnow, polska skoczkini do wody
  - Andrzej Liss, polski nauczyciel, polityk, poseł na Sejm RP (zm. 2019)
  - Marek Ładniak, polski koszykarz, trener
  - Karol Łużniak, polski związkowiec, polityk, poseł na Sejm RP
- 10 czerwca:
  - Tadeusz Dębski, polski malarz, rzeźbiarz, tancerz
  - Juan Domecq, kubański koszykarz
  - Anna Jantar, polska piosenkarka (zm. 1980)
  - Greg Koukl, amerykański apologeta chrześcijański
  - Halina Palanska, białoruska architekt, wykładowczyni akademicka, polityk
  - Włodzimierz Rembisz, polski ekonomista, wykładowca akademicki
  - Andrzej Woźniak, polski artysta fotograf
- 11 czerwca:
  - Ellie Daniel, amerykańska pływaczka
  - Vanderlei Eustáquio de Oliveira, brazylijski piłkarz, trener (zm. 2023)
  - Krzysztof Janik, polski polityk, minister spraw wewnętrznych i administracji, poseł na Sejm RP
- 12 czerwca:
  - Krzysztof Jędrysek, polski aktor
  - Anna Piszkiewicz, polsko-czeska działaczka społeczna
- 13 czerwca:
  - Fred Boyd, amerykański koszykarz (zm. 2023)
  - Nick Brown, brytyjski polityk
  - Gerd Zewe, niemiecki piłkarz, trener
- 14 czerwca:
  - Spirydon (Abuladze), gruziński biskup prawosławny
  - Basilio do Nascimento, wschodniotimorski duchowny katolicki, biskup Baucau (zm. 2021)
  - Rowan Williams, brytyjski duchowny anglikański, arcybiskup Canterbury i prymas całej Anglii
- 15 czerwca:
  - Ivan Golac, serbski piłkarz, trener
  - Ewa Krauze, polska kostiumografka
  - Lakshmi Mittal, indyjski przedsiębiorca
  - Charles Palmer-Buckle, ghański duchowny katolicki, arcybiskup Akry
  - Jup Weber, luksemburski polityk (zm. 2021)
- 16 czerwca:
  - Paweł Anweiler, polski duchowny ewangelicki, biskup cieszyński
  - Kale Browne, amerykański aktor
  - Julio Losada, urugwajski piłkarz
  - Jose Corazon Tala-oc, filipiński duchowny katolicki, biskup Kalibo
- 17 czerwca:
  - Han Berger, holenderski piłkarz, trener
  - Boro Bosić, bośniacki polityk narodowości serbskiej
  - Etan Broszi, izraelski samorządowiec, polityk
  - William Callahan, amerykański duchowny katolicki, biskup La Crosse
  - Lee Tamahori, nowozelandzki reżyser filmowy
- 18 czerwca:
  - Czesław Dźwigaj, polski rzeźbiarz, pedagog
  - Annelie Ehrhardt, niemiecka lekkoatletka, płotkarka (zm. 2024)
  - Mike Johanns, amerykański polityk, senator ze stanu Nebraska
  - Wacław Marzantowicz, polski matematyk
  - Wiesław Wysocki, polski historyk, pedagog
- 19 czerwca: 
  - Karmenu Vella, maltański inżynier, menedżer, polityk
  - Ann Wilson, amerykańska wokalistka, kompozytorka i autorka tekstów
- 20 czerwca:
  - Stefan Brzozowski, polski kompozytor, gitarzysta, piosenkarz
  - Bogusław Choina, polski lekarz, działacz opozycji demokratycznej, polityk, poseł na Sejm RP (zm. 2016)
  - Julian Gembalski, polski organista, kompozytor, pedagog
  - Gudrun Landgrebe, niemiecka aktorka
  - Nuri al-Maliki, iracki polityk, wiceprezydent i premier Iraku
- 21 czerwca:
  - Jana Bodnárová, słowacka poetka
  - Anne Carson, kanadyjska poetka
  - Joey Kramer, amerykański perkusista, członek zespołu Aerosmith
  - Jeanne Labrune, francuska reżyserka i scenarzystka filmowa
  - Gérard Lanvin, francuski aktor
  - Zdzisław Marcinkowski, polski samorządowiec prezydent Radomia
  - Andrzej Owczarek, polski samorządowiec, polityk, senator RP (zm. 2020)
  - John Paul Young, australijski piosenkarz pochodzenia szkockiego
- 22 czerwca:
  - Jean-Marie Bockel, francuski polityk
  - Maria Anna Potocka, polska kurator, teoretyk sztuki, pisarka
  - Adrian Năstase, rumuński polityk, premier Rumunii
  - Alicja Żbikowska, polska koszykarka
- 23 czerwca:
  - Dave Butz, amerykański futbolista (zm. 2022)
  - Orani João Tempesta, brazylijski duchowny katolicki, arcybiskup Rio de Janeiro
- 24 czerwca:
  - Nancy Allen, amerykańska aktorka, modelka
  - Mosze Ja’alon, izraelski generał, polityk
  - Jan Król, polski ekonomista i polityk, poseł na Sejm RP
  - Jan Kulczyk, polski przedsiębiorca (zm. 2015)
  - Mercedes Lackey, amerykańska pisarka science fiction i fantasy
  - Jan Leończuk, polski poeta, eseista, tłumacz (zm. 2021)
  - Lech Mastalerz, polski dyplomata
  - Ryszard Pawłowski, polski taternik, alpinista
  - Janina Szarek, polska aktorka, reżyserka, pedagog
  - David Aspin, nowozelandzki zapaśnik
- 25 czerwca:
  - Iván Bába, węgierski polityk, dyplomata
  - Barbara Gowdy, kanadyjska pisarka
  - Abdelkrim Zbidi, tunezyjski polityk
- 26 czerwca:
  - Michael Paul Chan, amerykański aktor, producent filmowy pochodzenia chińskiego
  - Andrzej Kościelny, polski działacz społeczny i samorządowy, burmistrz Podkowy Leśnej
  - Erich Schreiner, austriacki przedsiębiorca, polityk, eurodeputowany
  - Matheus Shikongo, namibijski przedsiębiorca, polityk
- 27 czerwca:
  - Ken Marshall, amerykański aktor
  - Gabriela Masłowska, polska polityk
  - Ben Peterson, amerykański zapaśnik
  - Maciej Świeszewski, polski malarz
- 28 czerwca:
  - Marek Cieślak, polski żużlowiec, trener
  - Aleksandr Kornieluk, radziecki lekkoatleta, sprinter
  - Francisca Pleguezuelos, hiszpańska matematyk, polityk, eurodeputowana
  - Marlene Streeruwitz, austriacka pisarka
  - Mike Thibault, amerykański trener koszykarski, menadżer klubowy
- 29 czerwca:
  - Heinz Becker, austriacki polityk
  - Piotr Dzięcioł, polski producent filmowy
  - Robert Elsie, kanadyjsko-niemiecki językoznawca, literaturoznawca, tłumacz (zm. 2017)
  - Gaston Gibéryen, luksemburski samorządowiec, związkowiec, polityk
  - Władysław Kiraga, polski samorządowiec, burmistrz Nowego Warpna (zm. 2020)
  - Włodzimierz Krakus, polski basista, wokalista, kompozytor, aranżer, producent muzyczny, realizator dźwięku, menedżer
- 30 czerwca:
  - Ryszard Coufal, polski inżynier
  - Bodo Fürneisen, niemiecki reżyser i scenarzysta filmowy
  - Jacek Ramian, polski polityk, poseł na Sejm RP
  - Carlos Recinos, salwadorski piłkarz, trener
  - Raffaele Stancanelli, włoski prawnik, samorządowiec, polityk
  - Leonard Whiting, brytyjski aktor i piosenkarz
- 1 lipca:
  - David Duke, amerykański historyk, pisarz, polityk
  - Wasiliki Tanu, grecka prawnik, polityk, premier Grecji
- 2 lipca:
  - Czesław Boguszewicz, polski piłkarz, trener
  - Jorge del Castillo, peruwiański polityk, premier Peru
  - Edward Haliżak, polski politolog, wykładowca akademicki
  - Stephen R. Lawhead, amerykański pisarz fantasy
  - Thomas Magnusson, szwedzki biegacz narciarski
  - Mario Toso, włoski duchowny katolicki, biskup diecezji Faenza-Modigliana
- 3 lipca:
  - Pierre Bonvin, francuski lekkoatleta, sprinter
  - Lucjan Cichosz, polski samorządowiec, polityk, senator RP
  - James Hahn, amerykański polityk, Los Angeles
  - Tadeusz Trzaskalik, polski ekonomista, wykładowca akademicki
- 4 lipca:
  - René Grignon, francuski kolarz torowy
  - Kazimierz Maliszewski, polski historyk
  - Jacek Uczkiewicz, polski polityk, poseł na Sejm RP
- 5 lipca:
  - Carlos Caszely, chilijski piłkarz pochodzenia węgierskiego
  - Huey Lewis, amerykański muzyk, kompozytor, wokalista
  - Detlef Wiedeke, niemiecki wokalista, kompozytor, producent muzyczny
  - Michał J. Zabłocki, polski scenarzysta i producent filmowy
  - Stanisław Zabłocki, polski prawnik, karnista
- 6 lipca:
  - Gabriele Albertini, włoski prawnik, polityk, samorządowiec, burmistrz Mediolanu, senator, eurodeputowany
  - Wouter Basson, południowoafrykański kardiolog
  - Jacek Cygan, polski autor tekstów piosenek, poeta, scenarzysta, autor musicalowy, juror i organizator festiwali muzycznych
  - Geraldine James, brytyjska aktorka
- 7 lipca:
  - Hubert Berenbrinker, niemiecki duchowny katolicki, biskup pomocniczy Paderborn
  - Joanna Fabisiak, polska działaczka samorządowa, polityk, poseł na Sejm RP
  - Natalija Gawriłowa, rosyjska pianistka
  - Gary Graham, amerykański aktor (zm. 2024)
  - Gerda Hasselfeldt, niemiecka ekonomistka, polityk
  - Jerzy Kośnik, polski fotoreporter i artysta fotografik
  - Kathy Reichs, amerykańska antropolog kliniczna, pisarka
- 8 lipca:
  - Benno Stops, niemiecki lekkoatleta, sprinter (zm. 2015)
  - Krzysztof Szymański, polski prawnik, adwokat, samorządowiec, przewodniczący sejmiku lubuskiego
- 9 lipca:
  - Wiktor Janukowycz, ukraiński polityk, premier i prezydent Ukrainy
  - Adriano Panatta, włoski tenisista
  - Ignatius Suharyo Hardjoatmodjo, indonezyjski duchowny katolicki, kardynał
- 10 lipca:
  - Prokopis Pawlopulos, grecki prawnik, polityk, prezydent Grecji
  - Mario Soto, chilijski piłkarz, trener
- 11 lipca:
  - Lawrence DeLucas, amerykański biochemik, astronauta
  - Bruce McGill, amerykański aktor
  - Hernán Rivera Letelier, chilijski poeta, prozaik
  - Lilian Watson, amerykańska pływaczka
- 12 lipca – Andrzej Kaźmierczak, polski ekonomista
- 13 lipca:
  - Rod Dixon, nowozelandzki lekkoatleta, średnio- i długodystansowiec
  - Eugène Mangalaza, madagaskarski filozof, antropolog, polityk, premier Madagaskaru
  - Ma Ying-jeou, tajwański polityk, prezydent Tajwanu
  - George Nelson, amerykański astronom, fizyk, astronauta
  - Marlo Peralta, filipiński duchowny katolicki, arcybiskup metropolita Nueva Segovia
- 14 lipca:
  - Andy Newmark, amerykański perkusista, członek zespołów: Sly and the Family Stone i ABC
  - Stanisław Szymański, polski operator filmowy
- 15 lipca:
  - Colin Barnett, australijski polityk, premier Australii Zachodniej
  - Tony Esposito, włoski muzyk, piosenkarz, autor tekstów, perkusista
  - Uwe Unterwalder, niemiecki kolarz torowy
- 16 lipca:
  - Milan Albrecht, słowacki piłkarz
  - Andrzej Bober, polski samorządowiec, polityk, poseł na Sejm RP
  - Candice DeLong(inne języki), amerykańska profilerka FBI
  - Gabriel (Dinew), bułgarski biskup prawosławny
  - Henri Grethen, luksemburski polityk
  - Piotr Paszkowski, polski urzędnik dyplomatyczny, tłumacz, rzecznik prasowy (zm. 2019)
- 17 lipca:
  - Derek de Lint, holenderski aktor
  - P.J. Soles, amerykańska aktorka pochodzenia niemieckiego
- 18 lipca:
  - Richard Branson, brytyjski przedsiębiorca
  - Jaroslava Brousková, czeska aktorka
  - Grzegorz Śledziewski, polski kajakarz
  - Mark Udall, amerykański polityk, senator ze stanu Kolorado
- 19 lipca:
  - Per-Kristian Foss, norweski polityk
  - Marek Lehnert, polski dziennikarz (zm. 2020)
  - Marek Sołtysik, polski pisarz, krytyk, scenarzysta, malarz
- 20 lipca:
  - Tantoo Cardinal, amerykańska aktorka
  - Lech Marek Gorywoda, polski inżynier budownictwa, prezydent Gorzowa Wielkopolskiego
  - John Lenczowski, amerykański politolog pochodzenia polskiego
  - Naseeruddin Shah, indyjski aktor
- 21 lipca:
  - Ubaldo Fillol, argentyński piłkarz, bramkarz
  - Henryk Milcarz, polski polityk
  - Fidèle Nsielele, kongijski duchowny katolicki, biskup Kisantu
  - Maciej Węglewski, polski wiceadmirał
- 22 lipca:
  - Eros Djarot, indonezyjski muzyk, reżyser filmowy i polityk
  - Marek Karbarz, polski siatkarz, trener
  - Miloslava Rezková, czeska lekkoatletka, skoczkini wzwyż (zm. 2014)
  - Frits Schür, holenderski kolarz szosowy
- 23 lipca:
  - Władimir Megre, rosyjski przedsiębiorca, pisarz
  - Ramón Quiroga, peruwiański piłkarz, bramkarz pochodzenia argentyńskiego
- 24 lipca:
  - Sam Behrens, amerykański aktor
  - Alex Callinicos, brytyjski trockista, pisarz
  - Mercedes Lackey, amerykańska pisarka science fiction i fantasy
  - Kryspin Nowak, polski nauczyciel, samorządowiec, wicemarszałek województwa opolskiego
  - Władysław Serafin, polski związkowiec, polityk, poseł na Sejm RP
- 25 lipca:
  - Wojciech Czechowski, polski biolog
  - Julio Kaplan, portorykański szachista pochodzenia argentyńskiego
  - Krzysztof Pietkiewicz, polski historyk, lituanista, wschodoznawca
  - Krzysztof Sobieski, polski piłkarz, bramkarz
- 26 lipca:
  - Vincenzo Battaglia, włoski franciszkanin, teolog
  - Susan George, brytyjska aktorka
  - Marek Jońca, polski samorządowiec, burmistrz Koprzywnicy
  - Nelinho, brazylijski piłkarz
  - Jan Piechociński, polski aktor
  - Krzysztof Tchórzewski, polski reżyser filmowy
- 27 lipca:
  - Dieter Berkmann, niemiecki kolarz torowy
  - Sergej Kozlík, słowacki polityk
- 28 lipca:
  - Mario Mantovani, włoski polityk
  - Cristóbal Montoro, hiszpański polityk
  - Janusz Ramotowski, opozycjonista z czasów PRL-u
  - Žarko Olarević, serbski piłkarz, trener
  - Soh Chin Aun, malezyjski piłkarz pochodzenia chińskiego
  - Samuel Weymouth Tapley Seaton, polityk, gubernator generalny Saint Kitts i Nevis (zm. 2023)
- 29 lipca:
  - Maricica Puică, rumuńska lekkoatletka, biegaczka średnio- i długodystansowa
  - Mike Starr, amerykański aktor
  - Elżbieta Towarnicka, polska śpiewaczka operowa (sopran)
  - Radu Voina, rumuński piłkarz ręczny, trener
- 30 lipca:
  - Harriet Harman, brytyjska prawnik, polityk
  - Jerzy Matuszewski, polski samorządowiec, wójt gminy Mycielin
  - Barbara Ostapowicz, polska scenografka filmowa, dekoratorka wnętrz
  - Gabriele Salvatores, włoski reżyser i scenarzysta filmowy
  - Frank Stallone, amerykański aktor, piosenkarz, kompozytor, autor tekstów, gitarzysta
- 31 lipca:
  - Richard Berry, francuski aktor
  - Ignacy Pardyka, polski elektronik, informatyk, polityk, wojewoda kielecki (zm. 2019)
  - Jarosław Pilarski, polski aktor, lektor
- 1 sierpnia:
  - Frances Fitzgerald, irlandzka polityk
  - Loles León, hiszpańska aktorka
  - Roy Williams, amerykański trener koszykówki
  - Irena Wóycicka, polska ekonomistka, urzędnik, polityk
  - Árni Thórarinsson, islandzki pisarz
- 2 sierpnia:
  - Jussi Adler-Olsen, duński pisarz
  - Mathieu Carrière, niemiecki aktor, scenarzysta i reżyser filmowy
  - Jan Harasimowicz, polski historyk sztuki i kultury
  - Graham Hancock, brytyjski pisarz i dziennikarz
  - Jean-Marie Lovey, szwajcarski duchowny katolicki, biskup Sionu
  - Ted Turner, brytyjski gitarzysta i wokalista rockowy
- 3 sierpnia:
  - Waldemar Cierpinski, niemiecki lekkoatleta, maratończyk
  - John Landis, amerykański reżyser i scenarzysta filmowy
- 4 sierpnia:
  - Roberto Esposito, włoski filozof, wykładowca akademicki
  - István Jónyer, węgierski tenisista stołowy
  - Wołodymyr Neczajew, ukraiński piłkarz i trener piłkarski (zm. 2021)
  - Roch Siemianowski, polski aktor, lektor
  - Jens Steffensen, duński piłkarz
- 5 sierpnia:
  - Rosi Mittermaier, niemiecka narciarka alpejska (zm. 2023)
  - Tadeusz Wantuła, polski filolog, filmoznawca
- 6 sierpnia:
  - Ephraim Mashaba, południowoafrykański piłkarz, trener
  - Winston Scott, amerykański pilot wojskowy, astronauta
- 7 sierpnia:
  - Jon Hall, amerykański informatyk
  - Mark Irwin, kanadyjski operator filmowy
  - Alan Keyes, amerykański działacz katolicki, polityk, dyplomata
  - Iwan Mielnikow, rosyjski polityk
  - Kessai Note, marszalski polityk, prezydent Wysp Marshalla
  - Dave Wottle, amerykański lekkoatleta, średniodystansowiec
- 8 sierpnia:
  - Martine Aubry, francuska polityk
  - Francis Demarthon, francuski lekkoatleta, sprinter
  - Willie Hall, amerykański perkusista, członek zespołu The Blues Brothers
  - Tor Egil Johansen, norweski piłkarz
- 9 sierpnia:
  - Seyni Oumarou, nigerski polityk, premier Nigru
  - Stanisław Penksyk, polski aktor, autor tekstów piosenek, reżyser radiowy
- 10 sierpnia:
  - Patti Austin, amerykańska piosenkarka
  - Don Buse, amerykański koszykarz
  - Theo Custers, belgijski piłkarz, bramkarz
  - Robin Pilcher, brytyjski pisarz
  - Pertti Ukkola, fiński zapaśnik
- 11 sierpnia:
  - Elya Baskin, amerykański aktor pochodzenia łotewskiego
  - Wiesław Hładkiewicz, polski politolog
  - Marek Ławrynowicz, polski prozaik, poeta, autor słuchowisk radiowych, scenarzysta
  - Steve Wozniak, amerykański inżynier, informatyk, wynalazca, przedsiębiorca pochodzenia polsko-niemieckiego
- 12 sierpnia:
  - Jim Beaver, amerykański aktor
  - Iris Berben, niemiecka aktorka
  - Eliza Grochowiecka, polska piosenkarka
  - Jerzy Konieczny, polski prawnik, polityk, szef UOP, minister spraw wewnętrznych (zm. 2020)
  - George McGinnis, amerykański koszykarz (zm. 2023)
  - Medbh McGuckian, północnoirlandzka poetka
  - Pierre Ménat, francuski prawnik, politolog, dyplomata
- 13 sierpnia:
  - Maria João Bustorff, portugalska działaczka kulturalna, nauczycielka akademicka, polityk
  - Zbigniew Drzymała, polski przedsiębiorca
  - Franco Frigo, włoski samorządowiec, polityk
  - Krzysztof Kolberger, polski aktor, reżyser teatralny (zm. 2011)
  - Piotr Krauczanka, białoruski historyk, polityk, dyplomata
  - Marián Masný, słowacki piłkarz
  - Alicja Matracka-Kościelny, polska muzykolog, muzealnik
- 14 sierpnia:
  - Fedia Damianow, bułgarski kajakarz, kanadyjkarz
  - Vincenzo Guerini, włoski lekkoatleta, sprinter
  - Thomas Gullickson, amerykański duchowny katolicki, arcybiskup, nuncjusz apostolski
  - Marian Wardzała, polski żużlowiec, trener
  - Jim Wynorski, amerykański reżyser, scenarzysta i producent filmowy
- 15 sierpnia:
  - Tommy Aldridge, amerykański perkusista
  - Volker Fischer, niemiecki szpadzista
  - Zdzisław Goral, polski generał
  - Tess Harper, amerykańska aktorka
  - Anna Mountbatten-Windsor, brytyjska księżniczka
  - John Porter, walijski muzyk, kompozytor, autor tekstów, członek zespołów: Maanam i Porter Band
- 16 sierpnia:
  - Hasely Crawford, trynidadzki lekkoatleta, sprinter
  - Mirko Cvetković, serbski ekonomista, polityk, premier Serbii
  - Wiltrud Drexel, austriacka narciarka alpejska
  - Marek Frąckowiak, polski aktor (zm. 2017)
  - Adam Martyniuk, ukraiński polityk
  - Marshall Manesh, amerykańskim aktor
  - Neda Ukraden, bośniacka piosenkarka pochodzenia serbskiego
- 17 sierpnia:
  - Vasudevan Baskaran, indyjski hokeista na trawie
  - Jānis Bulis, łotewski duchowny katolicki, biskup diecezjalny rzeżycko-agłoński
  - Sharat Saxena, indyjski aktor
- 18 sierpnia:
  - Jerry Martin, amerykański skoczek narciarski, trener, działacz sportowy
  - Zdeněk Seidl, czeski lekarz, samorządowiec, polityk
  - Krystyna Szczepańska, polska scenografka, kostiumografka, dekoratorka wnętrz
- 19 sierpnia:
  - Mary Doria Russell, amerykańska paleontolog, pisarka science fiction
  - Muhammad Mian Soomro, pakistański polityk, premier i p.o. prezydenta Pakistanu
  - Jarosław Józef Szczepański, polski dziennikarz i publicysta ekonomiczny pochodzenia żydowskiego
- 20 sierpnia:
  - Aldona Kamela-Sowińska, polska ekonomistka, wykładowczyni akademicka, polityk, minister skarbu państwa
  - Andrzej Kurowski, polski prawnik, polityk, wojewoda lubelski
  - Kazimierz Poniatowski, polski nauczyciel, polityk, senator RP
  - William Suff, amerykański seryjny morderca
- 21 sierpnia:
  - Arthur Bremer, amerykański zamachowiec
  - Stefan Forlicz, polski ekonomista
  - Patrick Juvet, szwajcarski piosenkarz, kompozytor i model (zm. 2021)
- 22 sierpnia:
  - Jicchak Aharonowicz, izraelski polityk
  - Dexter Wansel, amerykański klawiszowiec
  - Stanisław Wenglorz, polski wokalista, członek zespołów: Skaldowie i Budka Suflera
- 23 sierpnia:
  - Roberto Alonso, kubański dysydent, działacz antykomunistyczny
  - Luigi Delneri, włoski piłkarz, trener
  - Izabela Jaruga-Nowacka, polska polityk, poseł na Sejm RP (zm. 2010)
  - Ryszard Krupa, polski operator dźwięku
  - Marian Krzaklewski, polski związkowiec, polityk, poseł na Sejm RP
  - Roza Otunbajewa, kirgiska polityk, prezydent Kirgistanu
- 24 sierpnia – Józef Sztorc, polski przedsiębiorca, polityk, senator RP
- 25 sierpnia – Brendan Donnelly, brytyjski polityk
- 26 sierpnia:
  - Thomas D’Souza, indyjski duchowny katolicki, arcybiskup Kalkuty
  - Carlos Sevilla, ekwadorski piłkarz, trener
  - Anatolij Torkunow, rosyjski politolog, dyplomata
- 27 sierpnia:
  - Aleksander Mrożek, polski gitarzysta, kompozytor, członek zespołów: Porter Band i Recydywa
  - Neil Murray, brytyjski basista, członek zespołów: Whitesnake i Black Sabbath
  - Cornelia Popa, rumuńska lekkoatletka, wieloboistka
  - Helge Sander, duński dziennikarz, samorządowiec, polityk
  - Elizbar Ubiława, gruziński szachista, trener
- 28 sierpnia:
  - Ewa Borowik, polska aktorka
  - Dariusz Grabowski, polski ekonomista, polityk, poseł na Sejm RP, europoseł
  - Ron Guidry, amerykański baseballista
  - Andrzej Ślebarski, polski fizyk
- 29 sierpnia:
  - Elżbieta Kijowska, polska aktorka
  - Tadeusz Obłój, polski hokeista, trener
  - Dave Reichert, amerykański polityk, kongresmen ze stanu Waszyngton
- 30 sierpnia:
  - Alfred Budner, polski rolnik, polityk, poseł na Sejm RP
  - Antony Gormley, brytyjski rzeźbiarz
  - Khemais Labidi, tunezyjski piłkarz
  - Li Zhanshu, chiński polityk
  - Edvards Pavlovskis, łotewski duchowny katolicki pochodzenia polskiego, biskup jełgawski
  - Dana Rosemary Scallon, irlandzka piosenkarka, polityk
- 31 sierpnia:
  - Dean Barkley, amerykański polityk, senator ze stanu Minnesota
  - Marcello Del Duca, włoski piłkarz wodny
- 1 września:
  - Oscar Cantoni, włoski duchowny katolicki
  - Michaił Fradkow, rosyjski polityk, premier Rosji
  - Dudu Georgescu, rumuński piłkarz
  - Przemysław Lisiecki, polski perkusista
  - Jacek Rykała, polski malarz, pedagog
  - Ryszard Sziler, polski pisarz, artysta plastyk
  - Jadwiga Żuk-Czyż, polska lekkoatletka, biegaczka średniodystansowa
- 2 września:
  - Emilio Aranguren Echeverría, kubański duchowny katolicki, biskup Holguín
  - Stefan Romecki, polski działacz społeczny, samorządowiec, polityk, poseł na Sejm RP
  - Zvonimir Serdarušić, bośniacki piłkarz ręczny, trener
  - Janusz Tandecki, polski historyk
  - Yaeko Yamazaki, japońska siatkarka
- 3 września:
  - Jean-Pierre Abelin, francuski polityk, eurodeputowany
  - Jóhannes Eðvaldsson, islandzki piłkarz (zm. 2021)
  - Antimos Kapsis, grecki piłkarz
  - Jewgienij Papierny, ukraiński aktor
  - Doug Pinnick, amerykański muzyk, wokalista, członek zespołu King’s X
- 4 września:
  - René Guay, kanadyjski duchowny katolicki, biskup Chicoutimi
  - Radmilo Ivančević, serbski piłkarz, bramkarz, trener
  - Kordian Jajszczok, polski hokeista (zm. 2024)
  - Giorgio Leoni, sanmaryński piłkarz, trener
  - Frank White, amerykański baseballista
- 5 września:
  - Máire Geoghegan-Quinn, irlandzka nauczycielka, polityk
  - Anna Lechowicz, polska pedagog specjalny (zm. 2012)
  - Piotr Mierzewski, polski lekarz i urzędnik państwowy (zm. 2023)
  - José Cayetano Parra Novo, gwatemalski duchowny katolicki, biskup pomocniczy Santiago de Guatemala
  - David Vunagi, polityk z Wysp Salomona, gubernator generalny
- 6 września:
  - Cameron Kerry, amerykański polityk
  - Gérard Pettipas, kanadyjski duchowny katolicki, arcybiskup Grouard-McLennan
- 7 września:
  - Andrzej Rozpłochowski, polski mechanik, działacz opozycji w PRL (zm. 2021)
  - Paul Toungui, gaboński polityk
- 8 września:
  - Olgierd Dziekoński, polski architekt i polityk
  - James Mattis, amerykański wojskowy i polityk
  - Irena Nowacka, polska działaczka samorządowa, polityk, poseł na Sejm RP
  - Jerzy Radziwiłowicz, polski aktor
  - Mike Simpson, amerykański polityk, kongresmen ze stanu Idaho
  - Maciej Stoksik, polski rzeźbiarz
  - Heinz-Helmut Wehling, niemiecki zapaśnik
  - Martyn Woodroffe, brytyjski pływak
- 9 września – Omer Beriziky, madagaskarski dyplomata, polityk, premier Madagaskaru
- 10 września:
  - Tadeusz Adam Jakubiak, polski historyk, działacz społeczny (zm. 1996)
  - Bogudar Kordasiewicz, polski prawnik
  - Stanisław Kracik, polski samorządowiec, polityk, poseł na Sejm RP, burmistrz Niepołomic, wojewoda małopolski
  - Joe Perry, amerykański gitarzysta, wokalista, członek zespołu Aerosmith
- 11 września:
  - Ion Caras, mołdawski piłkarz, trener
  - Amy Madigan, amerykańska aktorka
- 12 września:
  - Jean-Louis Cottigny, francuski samorządowiec, polityk, eurodeputowany
  - David Rohl, brytyjski egiptolog, historyk pochodzenia żydowskiego
  - Marian Szczerek, polski inżynier
  - Zygmunt Vetulani, polski informatyk i lingwista komputerowy
  - Zbigniew Wrzos, polski gitarzysta, basista, wokalista
  - Ireneusz Zarzycki, polski samorządowiec, polityk, senator RP
- 13 września:
  - Yurio Akitomi, japoński golfista
  - Włodzimierz Cimoszewicz, polski prawnik, polityk, minister sprawiedliwości i spraw zagranicznych, wicepremier, premier, wicemarszałek i marszałek Sejmu, senator RP
  - Witold Grim, polski nauczyciel, samorządowiec, prezydent Zawiercia
  - Aleksandra Maurer, polska filolog romańska, dziennikarka, pieśniarka, członkini kabaretu „Piwnica pod Baranami”
  - Michael McCarthy, australijski duchowny katolicki, biskup Rockhampton
  - Klaus Wunder, niemiecki piłkarz (zm. 2024)
- 14 września:
  - Ilona Bruzsenyák, węgierska lekkoatletka, skoczkini w dal, sprinterka, płotkarka i wieloboistka
  - Robert Costanza, amerykański ekonomista
  - Howard Deutch, amerykański reżyser filmowy i telewizyjny pochodzenia żydowskiego
  - Monica Forsberg, szwedzka piosenkarka, autorka tekstów, pisarka
  - Mathieu Grosch, belgijski polityk, eurodeputowany
  - Ademir Kenović, bośniacki reżyser, scenarzysta i producent filmowy
  - Barbara Książkiewicz, polska piosenkarka
  - Michael Reaves, amerykański pisarz, scenarzysta i producent filmowy (zm. 2023)
  - Wanda Spalińska, polska dziennikarka, poetka
  - Eugene Trinh, amerykański biochemik, kosmonauta pochodzenia wietnamskiego
  - Zoran Vraneš, serbski piłkarz, trener
- 15 września:
  - Tomasz Jastrun, polski poeta, prozaik, eseista, reporter, krytyk literacki
  - Jan Staszel, polski biegacz narciarski
  - Ivan Sutherland, nowozelandzki wioślarz
- 16 września:
  - Mehmet Ali Şahin, turecki polityk, prawnik i samorządowiec
  - Jo Ann Emerson, amerykańska polityk
  - Mirosław Jabłoński, polski trener i działacz piłkarski
  - Tarek Mitri, libański polityk
  - Raisa Smiechnowa, białoruska lekkoatletka, biegaczka długodystansowa
- 17 września:
  - Soledad Alvear, chilijska prawnik, polityk
  - Awszalom Kor, izraelski językoznawca
  - Narendra Modi, indyjski polityk, premier Indii
  - Bożena Modnicka, polska siatkarka
  - Hassan Nayebagha, irański piłkarz, polityk
  - Michał Stuligrosz, polski geograf, samorządowiec, polityk, poseł na Sejm RP
- 18 września:
  - Shabana Azmi, indyjska aktorka
  - Anna Deavere Smith, amerykańska aktorka, performerka, pisarka
  - Andrzej Karpiński, polski historyk
  - Miroslav Lazanski, serbski dziennikarz, pisarz, korespondent wojenny, polityk i dyplomata (zm. 2021)
  - Tadeusz Sobierajski, polski samorządowiec, burmistrz Morąga
  - Janusz Odziemkowski, polski historyk
- 19 września:
  - Erkki Liikanen, fiński ekonomista, dyplomata, polityk
  - André Lombard, szwajcarski szachista, trener
  - Tarcísio Scaramussa, brazylijski duchowny katolicki, biskup Santos
  - Gian Franco Schietroma, włoski prawnik, samorządowiec, polityk
- 20 września:
  - Loredana Bertè, włoska piosenkarka reggae, pop i rock
  - Gábor Csapó, węgierski piłkarz wodny (zm. 2022)
  - Jan Krawczuk, polski rolnik, samorządowiec wicemarszałek województwa zachodniopomorskiego
  - Roberto Vander, holenderski aktor, piosenkarz
- 21 września:
  - Charles Clarke, brytyjski polityk
  - Václav Malý, czeski duchowny katolicki, biskup pomocniczy praski, obrońca praw człowieka
  - Bill Murray, amerykański aktor, pisarz, komik
  - Henryk Pietraszkiewicz, polski ekonomista i bankowiec
  - Manu’el Trajtenberg, izraelski ekonomista i polityk
  - Antanas Valionis, litewski politolog, dyplomata, polityk
- 22 września:
  - Lino Červar, chorwacki trener piłki ręcznej, polityk
  - Jan Czekaj, polski ekonomista (zm. 2025)
  - Benny Dollo, indonezyjski trener piłkarski (zm. 2023)
  - Andrzej Drozdowski, polski piłkarz
  - Max Färberböck, niemiecki scenarzysta oraz reżyser filmowy i teatralny
  - Czesław Małkowski, polski samorządowiec, prezydent Olsztyna
  - Jupi Podlaszewski, polski twórca pantomimy, aktor, reżyser (zm. 2024)
- 23 września:
  - Barbara Bakulin, polska lekkoatletka, sprinterka
  - Norbert Krajczy, polski lekarz, polityk, senator RP
  - Dietmar Lorenz, niemiecki judoka (zm. 2021)
  - Dawid Torosjan, ormiański bokser
- 24 września:
  - Samuel Aquila, amerykański duchowny katolicki, biskup Fargo, arcybiskup Denver
  - Per-Arne Arvidsson, szwedzki lekarz, polityk (zm. 2023)
  - Stanisław Chrobak, polski rolnik, samorządowiec, senator RP (zm. 2006)
- 25 września:
  - E.C. Coleman, amerykański koszykarz
  - Maurilio De Zolt, włoski biegacz narciarski
  - Sebastião Lazaroni, brazylijski piłkarz, bramkarz, trener
- 26 września:
  - Janusz Kuliś, polski taternik i himalaista
  - Adam Piechowski, polski pisarz, tatrolog, historyk spółdzielczości
  - Bärbel Struppert, niemiecka lekkoatletka, sprinterka
  - Renata Zawirska-Wojtasiak, polska biochemik, profesor
- 27 września:
  - Anna Brzozowska, polska polityk, poseł na Sejm PRL
  - Danuta Piecyk, polska lekkoatletka, sprinterka i płotkarka (zm. 2011)
  - Cary-Hiroyuki Tagawa, japońsko-amerykański aktor
- 28 września:
  - Miguel Angel Sebastián Martínez, hiszpański duchowny katolicki, biskup Sarh w Czadzie
  - Bartho Pronk, holenderski związkowiec, polityk
  - John Sayles, amerykański reżyser filmowy
  - Josef Tošovský, czeski ekonomista, polityk, premier Czech
  - Pauletta Pearson Washington, amerykańska aktorka
- 29 września: 
  - Timothy Doherty, amerykański duchowny katolicki, biskup Lafayette
  - Lajos D. Nagy, węgierski muzyk, wokalista, członek zespołów: Rolls Frakció i Bikini
  - Kathy Sinnott, irlandzka działaczka społeczna, polityk, eurodeputowana
- 30 września:
  - Zofia Czernow, polska ekonomistka, działaczka samorządowa, prezydent Jeleniej Góry
  - Laura Esquivel, meksykańska pisarka
  - Mariano García Remón, hiszpański piłkarz, trener
  - Marianna Leńska, polska lekkoatletka, kulomiotka
  - Victoria Tennant, brytyjska aktorka
  - Renato Zero, włoski piosenkarz
- 1 października:
  - Adam Adamczyk, polski judoka
  - Francisco Araiza, meksykański śpiewak operowy
  - Tomasz Dietl, polski fizyk
  - Randy Quaid, amerykański aktor
  - Marek Skromny, polski piłkarz
- 2 października:
  - Pietro Algeri, włoski kolarz torowy i szosowy
  - Angelyne, amerykańska modelka i aktorka
  - Antonio Di Pietro, włoski prokurator, polityk
  - Ian McNeice, brytyjski aktor
  - Witold Nieduszyński, polski polityk, menedżer, poseł na Sejm RP
  - Tomasz Niesłuchowski, polski rolnik, samorządowiec, wójt gminy Żagań (zm. 2019)
  - Mike Rutherford, brytyjski gitarzysta, członek zespołów: Genesis, Mike and the Mechanics i Red 7
  - Philip Wilson, australijski duchowny katolicki, arcybiskup Adelajdy (zm. 2021)
- 3 października:
  - John Patrick Shanley, amerykański dramaturg, scenarzysta i reżyser filmowy
  - Andrzej Szarmach, piłkarz, reprezentant Polski, trener
- 4 października – Alan Rosenberg, amerykański aktor
- 5 października:
  - Eddie Clarke, brytyjski gitarzysta, wokalista, członek zespołów Motörhead i Fastway(inne języki) (zm. 2018)
  - Hugo Hovenkamp, holenderski piłkarz
  - Milomir Minić, serbski prawnik, polityk, premier Serbii
- 6 października:
  - Glen David Brin, amerykański pisarz science-fiction
  - Pat Marcy, amerykański zapaśnik
  - Tudor Mohora, rumuński nauczyciel, działacz komunistyczny, polityk
- 7 października:
  - Hugh Fraser, brytyjski aktor, reżyser teatralny
  - Jakaya Kikwete, tanzański wojskowy, polityk, prezydent Tanzanii
  - Tadeusz Matusiak, polski samorządowiec, prezydent Łodzi
  - Andrzej Mellin, polski aktor, reżyser, pedagog
- 8 października:
  - Miguel Ángel Brindisi, argentyński piłkarz, trener
  - Andrzej Lesicki, polski biolog, zoolog, malakolog
  - Joaquim Piscarreta, portugalski samorządowiec, polityk
- 9 października:
  - Andrzej Fogtt, polski malarz, grafik, rzeźbiarz
  - Vasile Iordache, rumuński piłkarz, bramkarz, trener
  - Gil Antônio Moreira, brazylijski duchowny katolicki, arcybiskup Juiz de Fora
  - Peter Neumair, niemiecki zapaśnik
  - Krzysztof Stroiński, polski aktor
  - Jody Williams, amerykańska działaczka społeczna, laureatka Pokojowej Nagrody Nobla
- 10 października:
  - Andrzej Dziuba, polski duchowny katolicki, biskup łowicki
  - Domingo Oropesa Lorente, hiszpański duchowny katolicki, biskup Cienfuegos
  - Nora Roberts, amerykańska pisarka
  - Grzegorz (Stefanow), bułgarski biskup prawosławny
  - Elżbieta Szparaga, polska politolog, polityk, poseł na Sejm RP
  - Takashi Yorino, japoński kierowca wyścigowy
  - Lesław Zając, polski lekkoatleta, średniodystansowiec
- 11 października:
  - Al Anderson, amerykański gitarzysta, członek zespołów: Bob Marley & The Wailers, Word, Sound & Power, The Wailers Band i The Original Wailers
  - Mady Delvaux-Stehres, luksemburska polityk
  - Amos Gitaj, izraelski reżyser filmowy
  - Jerzy Illg, polski filolog, publicysta, krytyk literacki, wydawca, nauczyciel akademicki
  - Patty Murray, amerykańska polityk, senator ze stanu Waszyngton
  - Sławomir Siwek, polski dziennikarz, publicysta, polityk, poseł na Sejm RP
- 12 października:
  - Chen Shui-bian, tajwański polityk, prezydent Tajwanu
  - Dave Freudenthal, amerykański polityk
  - Elżbieta Hibner, polska polityk, samorządowiec, członek zarządu województwa łódzkiego
  - Knut Knudsen, norweski kolarz szosowy i torowy
  - Miguel Oviedo, argentyński piłkarz
  - Siergiej Smirnow, rosyjski generał
- 13 października:
  - Andrzej Borowski, polski polityk, poseł na Sejm RP
  - Annegret Richter, niemiecka sprinterka
- 14 października:
  - Kurt Jara, austriacki piłkarz, trener
  - Jacek Kasprzycki, polski malarz, grafik, wideo-artysta, scenarzysta, reżyser i realizator filmów
  - Joey Travolta, amerykański aktor, scenarzysta, reżyser, producent filmowy
  - Sheila Young, amerykańska łyżwiarka szybka, kolarka torowa
- 15 października:
  - Robert Thaler, amerykański aktor
  - Wojciech Krzykała, polski koszykarz, trener
- 16 października:
  - Janusz Połom, polski reżyser, fotograf, poeta, operator filmowy (zm. 2020)
  - Wiktor Raszczupkin, rosyjski lekkoatleta, dyskobol
  - Teresa Rychlicka-Kasprzyk, polska siatkarka
- 17 października:
  - Philippe Barbarin, francuski duchowny katolicki, arcybiskup metropolita Lyonu, prymas Francji, kardynał
  - Tommaso Caputo, włoski duchowny katolicki, arcybiskup, nuncjusz apostolski, prałat Pompejów
  - Stefan Förster, niemiecki bokser
  - David Adams Richards, kanadyjski pisarz, polityk
- 18 października:
  - Balázs Bábel, węgierski duchowny katolicki, arcybiskup Kalocsa-Kecskemét
  - Marek Kondrat, polski aktor
  - Odile Leperre-Verrier, francuski polityk, eurodeputowany
  - Józef Maroszek, polski historyk (zm. 2024)
  - Alec McLean, nowozelandzki wioślarz
  - Om Puri, indyjski aktor (zm. 2017)
- 19 października:
  - George Fenton, brytyjski kompozytor
  - Franjo Vladić, jugosłowiański i bośniacki piłkarz (zm. 2024)
- 20 października:
  - Jorge Carlos Fonseca, kabowerdyjski polityk, prezydent Republiki Zielonego Przylądka
  - Tom Petty, amerykański gitarzysta, wokalista, kompozytor, autor tekstów, członek zespołów: Tom Petty and the Heartbreakers i Traveling Wilburys (zm. 2017)
- 21 października:
  - Rita Kirst, niemiecka lekkoatletka, skoczkini wzwyż
  - Ronald McNair, amerykański astronauta (zm. 1986)
  - Chris Niedenthal, polski fotograf
- 22 października:
  - Józef Krawczyk, polski samorządowiec, prezydent Oświęcimia (zm. 2022)
  - Donald Ramotar, gujański polityk, prezydent Gujany
  - Edi Shukriu, kosowska pisarka, publicystka, polityk
  - Wiktor Zwiahincew, ukraiński piłkarz, sędzia piłkarski (zm. 2022)
- 23 października:
  - Fidèle Agbatchi, beniński duchowny katolicki, arcybiskup metropolita Parakou
  - Wiesław Hartman, polski jeździec sportowy (zm. 2021)
  - Jerzy Kozdroń, polski prawnik, samorządowiec, polityk, poseł na Sejm RP
  - Vladimír Müller, czeski matematyk
- 24 października:
  - Asa Hartford, szkocki piłkarz, trener
  - Ryszard Stanibuła, polski weterynarz, polityk, poseł na Sejm RP (zm. 2025)
- 25 października:
  - Fernando Arêas Rifan, brazylijski duchowny katolicki, administrator Personalnej Administratury Apostolskiej Świętego Jana Marii Vianneya
  - Roger Davies, angielski piłkarz
  - Horst Eberlein, niemiecki duchowny katolicki, biskup pomocniczy Hamburga
  - Constantino Méndez, hiszpański prawnik, polityk (zm. 2023)
  - Chris Norman, brytyjski wokalista, gitarzysta, kompozytor
- 26 października:
  - Nico Braun, luksemburski piłkarz
  - Antoni Kura, polski prawnik, historyk, prokurator
  - Anne Ludvigsson, szwedzka polityk
  - Drago Vabec, chorwacki piłkarz
- 27 października:
  - Wojciech Chądzyński, polski historyk, dziennikarz, nauczyciel
  - Florencio Armando Colin Cruz, meksykański duchowny katolicki, biskup Puerto Escondido
  - Ewa Góra, polska siatkarka
  - Fran Lebowitz, amerykańska pisarka, publicystka pochodzenia żydowskiego
  - Heidi Robbiani, szwajcarska jeźdźczyni sportowa
  - Juan Roca, kubański koszykarz (zm. 2022)
- 28 października:
  - Enrique Calvet Chambon, hiszpański ekonomista, polityk
  - Luis Carlos Florès, brazylijski kolarz szosowy
  - Tadeusz Goć, polski polityk, poseł na Sejm RP
  - Wiesława Piątkowska-Stepaniak, polska historyk, politolog
- 29 października:
  - Abdullah Gül, turecki polityk, premier i prezydent Turcji
  - Leszek Kwiatkowski, polski producent muzyczny i teatralny, reżyser estradowy, autor tekstów kabaretowych
  - Raffaele Lombardo, włoski lekarz, polityk
- 30 października:
  - Miguel Calderón, kubański koszykarz
  - Phil Chenier, amerykański koszykarz
  - John Doolittle, amerykański polityk
  - Przemysław Grudziński, polski historyk, dyplomata i urzędnik państwowy
- 31 października:
  - László Bíró, węgierski duchowny katolicki, biskup polowy
  - John Candy, kanadyjski aktor, producent, scenarzysta, reżyser (zm. 1994)
  - Leopoldo González González, meksykański duchowny katolicki, arcybiskup metropolita Acapulco
  - Zaha Hadid (arab.: زها حديد), brytyjska architekt pochodząca z Iraku (zm. 2016)
  - Bartosz Pietrzak, polski działacz opozycyjny w PRL
  - Józef Stolorz, polski malarz (zm. 2024)
- 1 listopada:
  - Viliam Hornáček, słowacki malarz
  - Carlos Jara Saguier, paragwajski piłkarz, trener
  - Robert B. Laughlin, amerykański fizyk, laureat Nagrody Nobla
  - Laurika Rauch, południowoafrykańska piosenkarka
  - Stanisław Rybakowski, polski trener kajakarstwa
  - Jan Evert Veer, holenderski piłkarz wodny
- 2 listopada:
  - Józef (az-Zahlawi), syryjski duchowny prawosławny, metropolita nowojorski i całej Ameryki Północnej
  - Ljubomir Ljubojević, serbski szachista
  - Erika Mann, niemiecka polityk
- 3 listopada:
  - Jacek Bławut, polski operator i reżyser filmowy
  - Bernard Bober, słowacki duchowny katolicki, arcybiskup metropolita koszycki
  - Kenneth I. Pargament, amerykański psycholog
  - Bernard Nowak, polski pisarz, redaktor, wydawca
  - Marija Petkowa, bułgarska lekkoatletka, dyskobolka
  - James Rothman, amerykański biochemik pochodzenia żydowskiego, laureat Nagrody Nobla
  - Mick Wadsworth, angielski piłkarz, trener
- 4 listopada:
  - Charles Frazier, amerykański pisarz
  - Gábor Kuncze, węgierski polityk
  - Markie Post, amerykańska aktorka (zm. 2021)
  - Benny Wendt, szwedzki piłkarz
  - Jadwiga Zakrzewska, polska polityk, poseł na Sejm RP
- 5 listopada:
  - Gary Fisher, amerykański wynalazca roweru górskiego
  - Helena Jaczek, kanadyjska lekarka, polityk pochodzenia polskiego
  - Thorbjørn Jagland, norweski polityk, premier Norwegii
  - Grażyna Kulczyk, polska prawnik, kolekcjonerka i mecenas sztuki, bizneswoman
  - Chung Sye-kyun, koreański polityk, premier Korei Południowej
  - John Wester, amerykański duchowny katolicki, biskup Salt Lake City, arcybiskup Santa Fe
- 6 listopada:
  - Ronald Fabbro, kanadyjski duchowny katolicki, biskup Londonu
  - Gil Goldstein, amerykański muzyk, kompozytor, producent muzyczny
  - Joel Konzen, amerykański duchowny katolicki, biskup pomocniczy Atlanty
  - Lothar Kurbjuweit, niemiecki piłkarz, trener
  - Torben Lund, duński prawnik, polityk
  - Leonardo Ulrich Steiner, brazylijski duchowny katolicki pochodzenia niemieckiego, arcybiskup metropolita Manaus
- 7 listopada:
  - Vladislav Bogićević, serbski piłkarz, trener
  - Lindsay Duncan, szkocka aktorka
  - Alojzy Szymański, polski meliorant
- 8 listopada:
  - Mary Hart, amerykańska osobowość telewizyjna
  - Leonard Krasulski, polski polityk
- 9 listopada:
  - Ewa Ambroziak, polska wioślarka (zm. 2023)
  - Maksymilian (Łazarenko), rosyjski biskup prawosławny
  - Waldemar Nol, polski kulturysta
  - Jorgos Skolias, polski wokalista, kompozytor pochodzenia greckiego
- 10 listopada:
  - Jan Klawiter, polski chemik, samorządowiec, polityk, burmistrz Rumi, poseł na Sejm RP
  - Casimiro López Llorente, hiszpański duchowny katolicki, biskup Segorbe-Castellón
  - Janusz Malinowski, polski dziennikarz i polityk, poseł na Sejm II kadencji
  - Bob Orton, amerykański wrestler
  - Jack Scalia, amerykański aktor, producent telewizyjny i filmowy, model
- 11 listopada:
  - Mircea Dinescu, rumuński poeta, dziennikarz
  - Taisto Heinonen, fiński kierowca rajdowy
  - Christer Johansson, szwedzki biegacz narciarski
  - Jan Johnson, amerykański lekkoatleta, tyczkarz (zm. 2025)
  - Li Yuanchao, chiński polityk
  - Jim Peterik, amerykański wokalista, gitarzysta, autor tekstów, członek zespołu Survivor
  - Rex Sellers, nowozelandzki żeglarz sportowy
- 12 listopada:
  - Osmo Buller, fiński esperantysta
  - Jauhien Mielnikau, białoruski polityk
- 13 listopada:
  - Dušan Radolský, słowacki piłkarz, trener
  - Antal Spányi, węgierski duchowny katolicki, biskup Székesfehérvár
- 14 listopada:
  - Artur Blaim, polski literaturoznawca, anglista, profesor nauk humanistycznych (zm. 2025)
  - Tomasz Orlicz, polski dziennikarz, dokumentalista, scenarzysta, realizator, reżyser
- 15 listopada:
  - Arlindo Cunha, portugalski ekonomista, polityk
  - Eugeniusz Durejko, polski koszykarz
  - Maslah Mohamed Siad, somalijski generał, polityk
  - Mac Wilkins, amerykański lekkoatleta, dyskobol
- 16 listopada:
  - Stanisław Alot, polski nauczyciel, działacz związkowy, opozycjonista w okresie PRL
  - Héctor Baley, argentyński piłkarz, bramkarz
  - Władimir Kondra, rosyjski siatkarz
  - Carl Meade, amerykański astronauta
  - Marzena Trybała, polska aktorka
- 17 listopada:
  - Roland Matthes, niemiecki pływak (zm. 2019)
  - Fritz Saladin, szwajcarski kolarz przełajowy
- 18 listopada:
  - Tommy Cassidy, północnoirlandzki piłkarz, trener (zm. 2024)
  - Graham Parker, brytyjski kompozytor i piosenkarz
  - Gilles Pisier, francuski matematyk
  - Rudy Sarzo, kubański basista, kompozytor, członek zespołu Dio
  - Michael Swanwick, amerykański pisarz fantasy i science fiction
  - Adam Żak, polski jezuita, filozof
- 19 listopada:
  - Monika Geisler, polska lekkoatletka, biegaczka średniodystansowa
  - Nikos Kodzias, grecki polityk, dyplomata
  - Lech Kowalski, polski historyk wojskowości
- 20 listopada:
  - Andrzej Baranowski, polski aktor
  - Andrzej Dec, polski samorządowiec, informatyk i menedżer
  - Jacqueline Gourault, francuska polityk
  - Włodzimierz Kurnik, polski inżynier mechanik
- 21 listopada:
  - Maciej Karpiński, polski prozaik, dramaturg, scenarzysta filmowy, krytyk literacki i teatralny, pedagog
  - Grzegorz Micuła, polski dziennikarz
  - Álvaro Noboa, ekwadorski przedsiębiorca, polityk
- 22 listopada:
  - Anna Maria Anders, polska polityk i działaczka polonijna, sekretarz stanu w Kancelarii Prezesa Rady Ministrów
  - Jim Jefferies, szkocki piłkarz, trener
  - Delfina Skąpska, polska florecistka
  - Steven Van Zandt, amerykański muzyk, autor tekstów piosenek, aktor, prezenter radiowy
  - Andrzej Wróblewski, polski ekonomista, polityk, minister finansów
- 23 listopada:
  - Mariusz Benoit, polski aktor, reżyser teatralny, pedagog
  - Swetła Ocetowa, bułgarska wioślarka
  - Milan Roćen, czarnogórski polityk
  - Charles Schumer, amerykański polityk, senator ze stanu Nowy Jork
- 24 listopada – Nikica Valentić, chorwacki polityk, premier Chorwacji (zm. 2023)
- 25 listopada:
  - Andrzej Raj, polski przedsiębiorca, polityk, poseł na Sejm RP
  - Alexis Wright, australijska pisarka, nauczycielka akademicka pochodzenia aborygeńskiego
- 26 listopada:
  - Dieter Burdenski, niemiecki piłkarz, bramkarz (zm. 2024)
  - Waltraud Dietsch, niemiecka lekkoatletka, sprinterka
  - Andrzej S. Grabowski, polski malarz, grafik, scenograf
  - Krzysztof Kiersznowski, polski aktor (zm. 2021)
  - Grażyna Kostrzewińska, polska łyżwiarka figurowa
  - Jadwiga Pietkiewicz, polska koszykarka
  - Krystyna Sładek, polska lekkoatletka, biegaczka średniodystansowa
  - Jan Smyrak, polski kolarz szosowy
- 27 listopada:
  - Robert Bartlett, brytyjski historyk
  - Philippe Delerm, francuski pisarz
  - Shirō Mifune, japoński aktor
- 28 listopada:
  - Ed Harris, amerykański aktor, reżyser filmowy
  - Russell Alan Hulse, amerykański astrofizyk, laureat Nagrody Nobla
  - Tadeusz Lasocki, polski polityk, poseł na Sejm I kadencji
  - Zdzisław Maszkiewicz, polski działacz związkowy, senator RP
  - Roald Poulsen, duński trener piłkarski (zm. 2024)
- 29 listopada:
  - Dietmar Danner, niemiecki piłkarz
  - Hans Weiner, niemiecki piłkarz (zm. 2024)
  - Marian Żukowski, polski ekonomista, nauczyciel akademicki
- 30 listopada:
  - Eduardo Amorim, brazylijski piłkarz, trener
  - J. Arch Getty, amerykański historyk, sowietolog (zm. 2025)
  - Władimir Gordiejew, rosyjski żużlowiec
  - Larry Hoover, amerykański mafioso
  - Józef Kwiatkowski, polski piłkarz, trener
  - Eugeniusz Morawski, polski polityk, minister transportu i gospodarki morskiej
  - Wolfgang Niersbach, niemiecki dziennikarz, działacz piłkarski
  - Claudia Rieschel, niemiecka aktorka
  - Paul Westphal, amerykański koszykarz (zm. 2021)
- 1 grudnia:
  - Janusz Lemański, polski polityk, poseł na Sejm II i III kadencji
  - Ueli Maurer, szwajcarski polityk, prezydent Szwajcarii
  - Otto Pérez Molina, gwatemalski generał, polityk, prezydent Gwatemali
- 2 grudnia:
  - Justyna Guze, polska historyk sztuki
  - Jan Rusinek, polski szachista, kompozytor szachowy
  - Paul Watson, kanadyjski aktywista, współzałożyciel Greenpeace
- 3 grudnia:
  - Asa Hutchinson, amerykański polityk, gubernator Arkansas
  - Alberto Juantorena, kubański lekkoatleta, sprinter i średniodystansowiec, działacz sportowy
  - Waldemar Mazur, polski samorządowiec, prezydent Skarżyska-Kamiennej
  - Adam Pawełczyk, polski chemik, wykładowca akademicki
  - Zenon Smutniak, polski pilot wojskowy
  - Jerzy Tiuryn, polski matematyk, informatyk
  - Peter Trump, niemiecki hokeista na trawie
- 4 grudnia:
  - Franco Agnesi, włoski duchowny katolicki, biskup pomocniczy Mediolanu
  - Jolanta Bebel, polska florecistka, trenerka
  - Zbigniew Kundzewicz, polski hydrolog, klimatolog
  - Zsuzsa Rakovszky, węgierska poetka, pisarka, tłumaczka
  - Vidmantas Žiemelis, litewski prawnik, polityk
- 5 grudnia:
  - Oswaldo de Oliveira, brazylijski trener piłkarski
  - Wiesław Klisiewicz, polski inżynier i polityk, poseł na Sejm RP I kadencji
  - Tatjana Worochobko, rosyjska lekkoatletka, wieloboistka
- 6 grudnia:
  - Thom Barry, amerykański aktor
  - Guy Drut, francuski lekkoatleta, płotkarz
  - Joe Hisaishi, japoński pianista, kompozytor, producent muzyczny
  - Juan Jarvis, kubański lekkoatleta, oszczepnik
- 7 grudnia:
  - Ken Dugdale, nowozelandzki piłkarz, trener
  - Charlie McGettigan, irlandzki piosenkarz
  - Ryszard Stachurski, polski urzędnik państwowy i samorządowy, wojewoda pomorski
- 8 grudnia:
  - Rick Baker, amerykański charakteryzator, aktor
  - Janusz Margasiński, polski prawnik, adwokat, polityk, sędzia Trybunału Stanu (zm. 2020)
- 9 grudnia:
  - Joan Armatrading, brytyjska piosenkarka, gitarzystka, producentka muzyczna
  - Alan Sorrenti, włoski piosenkarz, kompozytor
- 10 grudnia:
  - John Boozman, amerykański polityk, senator ze stanu Arkansas
  - Lloyd Neal, amerykański koszykarz
  - Agnieszka Żuławska-Umeda, polska filolog, japonistka, doktor nauk humanistycznych
- 11 grudnia:
  - Tomasz Bugaj, polski dyrygent, pedagog
  - Nino Frassica, włoski aktor, komik
- 12 grudnia:
  - Richard Galliano, francuski muzyk, kompozytor
  - Eric Maskin, amerykański ekonomista, laureat Nagrody Banku Szwecji im. Alfreda Nobla w dziedzinie ekonomii
- 13 grudnia – Wendie Malick, amerykańska modelka, aktorka
- 14 grudnia:
  - Christiane Krause, niemiecka lekkoatletka, sprinterka
  - Ilídio Leandro, portugalski duchowny katolicki, biskup Viseu (zm. 2020)
  - Vicki Michelle, brytyjska aktorka
  - Paweł Panow, bułgarski piłkarz, trener (zm. 2018)
- 15 grudnia:
  - Sylwester Gajewski, polski rolnik, polityk, senator RP
  - Boris Gryzłow, rosyjski polityk
  - Andrzej Pol, polski inżynier, nauczyciel i samorządowiec, prezydent Piotrkowa Trybunalskiego (zm. 2024)
  - Ali Zajdan, libijski polityk, premier Libii
- 16 grudnia:
  - Tetsuo Nishimoto, japoński siatkarz
  - Ieremia Tabai, kiribatyjski polityk, pierwszy prezydent Kiribati
- 17 grudnia:
  - Solomon Amatu, nigeryjski duchowny katolicki, biskup Okigwe
  - Michael Cashman, brytyjski polityk, eurodeputowany
  - Óscar Fabbiani, chilijski piłkarz pochodzenia argentyńskiego
  - Sam Hennings, amerykański aktor
  - Mieczysław Jaskierski, polski hokeista
  - Hanna Rostowa, ukraińska siatkarka
  - Adam Sandauer, polski fizyk, działacz społeczny pochodzenia żydowskiego (zm. 2023)
  - Andrzej Sielańczyk, polski lekarz kardiolog, poseł na Sejm I kadencji
  - Wiesław Trzeciakowski, polski poeta, prozaik, publicysta
- 18 grudnia:
  - Gillian Armstrong, australijska reżyserka filmowa
  - Jerzy Baczyński, polski dziennikarz
  - Sarath Fonseka, lankijski generał
- 19 grudnia:
  - Milan Belica, słowacki samorządowiec i profesor nauk ekonomicznych
  - Maria Ludwik Jabłoński, polski duchowny starokatolicki, biskup ordynariusz diecezji warszawsko-płockiej i diecezji lubelsko-podlaskiej, zwierzchnik i biskup naczelny Kościoła Starokatolickiego Mariawitów w RP
  - Jan Łączny, polski technik mechanik i rolnik, polityk, poseł na Sejm RP
  - Anna Ostapińska, polska kostiumografka
- 20 grudnia:
  - Krzysztof Augustin, polski artysta malarz, grafik i rysownik
  - Arturo Márquez, meksykański kompozytor
  - Bill Newton, amerykański koszykarz
  - Wiesław Okoński, polski polityk
  - Marek Wielgus, polski działacz sportowy, fotograf, polityk, poseł na Sejm RP (zm. 1996)
- 21 grudnia:
  - Roman Budzinowski, polski prawnik
  - Norbert Janzon, niemiecki piłkarz
  - Thomas Hürlimann, szwajcarski prozaik, dramaturg
  - Jeffrey Katzenberg, amerykański producent filmowy
  - Mieczysław Wachowski, polski polityk
- 22 grudnia:
  - Tomáš Galis, słowacki duchowny katolicki, biskup Żyliny
  - Diana Stein, polska aktorka
  - Marian Tałaj, polski judoka, trener
- 23 grudnia:
  - Wiesław Bielawski, polski inżynier rolnictwa, profesor nauk rolniczych
  - Ivan Chaban, słowacki psychiatra, polityk
  - Vicente del Bosque, hiszpański piłkarz, trener
  - Jan Parys, polski polityk, socjolog, publicysta
- 24 grudnia:
  - Gilberto Alves, brazylijski piłkarz, trener
  - Krystian Probierz, polski geolog, polityk, senator RP
  - Marcin Ryszkiewicz, polski geolog, ewolucjonista
- 25 grudnia:
  - Antoni Duda, polski polityk, inżynier, poseł na Sejm RP
  - Zbigniew Kieżun, polski trener piłkarski
  - Bogdan Podgórski, polski polityk, senator RP
  - Karl Rove, amerykański strateg polityczny
  - Noël Treanor, irlandzki duchowny katolicki, biskup Down-Connor (zm. 2024)
- 26 grudnia:
  - Krzysztof Baculewski, polski kompozytor, wykładowca akademicki
  - Mirosław Gronicki, polski ekonomista, polityk, minister finansów
- 27 grudnia:
  - Charis Aleksiu, grecka piosenkarka
  - Roberto Bettega, włoski piłkarz
  - Nadieżda Biesfamilna, rosyjska lekkoatletka, sprinterka
  - Terry Bozzio, amerykański kompozytor, muzyk, wokalista pochodzenia włoskiego
  - Josi Melman, izraelski dziennikarz
- 28 grudnia:
  - Hugh McDonald, amerykański basista, członek zespołu Bon Jovi
  - Juan María Traverso, argentyński kierowca wyścigowy i rajdowy (zm. 2024)
  - Krystyna Waszakowa, polska językoznawczyni, wykładowczyni akademicka
- 30 grudnia:
  - Andrzej Fedorowicz, polski polityk, poseł na Sejm RP
  - Timothy Mo, brytyjski pisarz pochodzenia chińskiego
  - José María Ortega Trinidad, peruwiański duchowny katolicki, prałat terytorialny Juli
  - Bjarne Stroustrup, duński informatyk
- 31 grudnia:
  - Inge Helten, niemiecka lekkoatletka, sprinterka
  - Roy E. Halling, amerykański mykolog
  - Tomás Herrera, kubański koszykarz, medalista olimpijski (zm. 2020)
  - Anna Ślawska-Waniewska, polska fizyk, profesor nauk fizycznych

- data dzienna nieznana: 
  - Anna Beata Bohdziewicz, fotografka, publicystka i kuratorka wystaw
  - Wojciech Bonenberg, polski architekt
  - Grzegorz Buczek, polski architekt
  - Marek Dunikowski, polski architekt
  - Andrzej Kostyra, polski dziennikarz i komentator sportowy
  - Tadeusz A. Olszański, polski politolog, publicysta, poeta oraz działacz polskiego fandomu fantastycznego
  - Martin Rhonheimer, szwajcarski filozof i duchowny katolicki
  - Zbigniew Skowron, polski muzykolog
  - Andrzej Trybusz, polski wojskowy i lekarz

## Zdarzenia astronomiczne
- 12 września – całkowite zaćmienie Słońca

## Nagrody Nobla
- z fizyki – Cecil Powell
- z chemii – Otto Diels, Kurt Alder
- z medycyny – Edward Kendall, Tadeusz Reichstein, Philip Hench
- z literatury – Bertrand Russell
- nagroda pokojowa – Ralph Bunche

## Święta ruchome
- Tłusty czwartek: 16 lutego
- Ostatki: 21 lutego
- Popielec: 22 lutego
- Pamiątka śmierci Jezusa Chrystusa: 1 kwietnia
- Niedziela Palmowa: 2 kwietnia
- Wielki Czwartek: 6 kwietnia
- Wielki Piątek: 7 kwietnia
- Wielka Sobota: 8 kwietnia
- Wielkanoc: 9 kwietnia
- Poniedziałek Wielkanocny: 10 kwietnia
- Wniebowstąpienie Pańskie: 18 maja
- Zesłanie Ducha Świętego: 28 maja
- Boże Ciało: 8 czerwca